# Hradební (Prachatice)
 Hradební  je ulice v Prachaticích vedoucí podél městského opevnění a situované za hranicí městské památkové rezervaci na silniční parcele 1511/23. V ulici je 18 čísel popisných. Její začátek tvoří křižovatka u Malého náměstí a končí u Štěpánčina parku křižovatkou se Solní ulicí. Jméno získala podle hradebního systému, který ulicí vede. Vzhled ulice se výrazně změnil v první polovině 50. let dvacátého stolětí, kdy její západní straně bylo postaveno první prachatické sídliště v Hradební ulici.

## Historie a popis

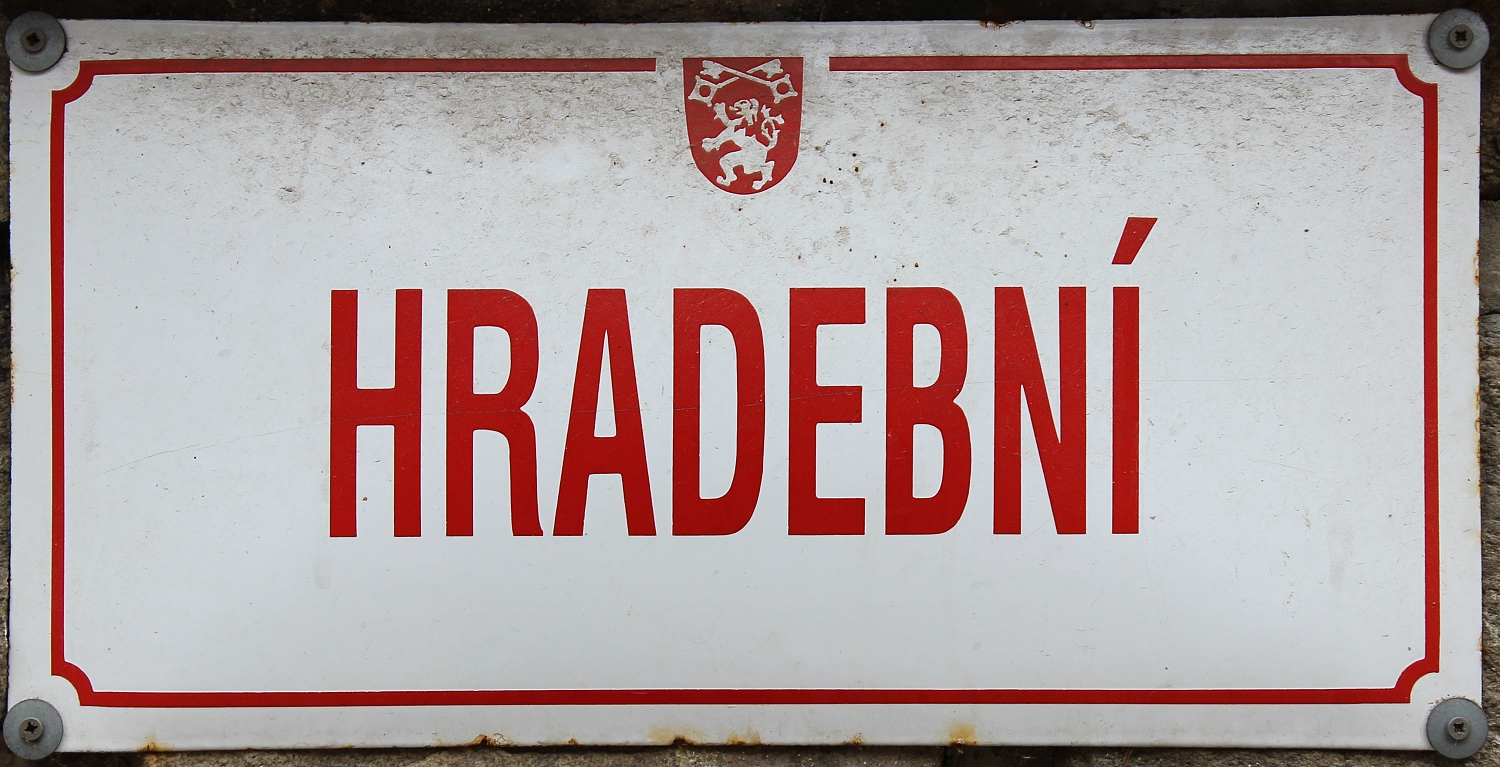
Označení Hradební ulice v Prachaticích

Ulice vede podél městských hradeb od Štěpánčina parku po vyústění do Malého náměstí. Hradební dlouho nebyla označována jako jedna ulice s jedním názvem. Ke sjednocení názvu na Hradební dochází až v roce 1968, kdy začal být používán tradiční název běžný v historických jádrech  mnoha měst. První dvě části ulice vznikaly při výstavbě horního a dolního předměstí, která se rozrůstala kolem hradeb třemi směry od hradeb. Na severu města vzniklo dolní předměstí, na jihu a jihovýchodě předměstí horní. Východně od centra města nejprve vznikaly samostatné navzájem izolované dvory. Intenzita výstavby byla nejvyšší na jihu a na severu a tento trend odpovídal směru průjezdu městem. Do 19. století na západ od centra města neprobíhala větší zástavba a komunikace byla jen okružní polní cestou takto zaznamenanou i na plánu z roku 1837. V roce 1750 byla v Prachaticích vytvořena městská garda a pro její potřeby postavena střelnice. Tím vrostl význam jedné z částí okružní polní cesty vedoucí od Horní brány (Pasovské brány). Situace v místě dnešní ulice je zachycena na mapách druhého vojenského mapování, které byly dokončeny v roce 1852 a na mapách třetího vojenského mapování Takto ulici zachycuje též plán Prachatic z roku 1837. Vyznačena je i na mapách vymezujících prachatickou městskou památkovou rezervaci.

### Hradební ulice po výstavbě sídliště v Hradební ulici
Hradební ulice se výrazně změnila v letech 1952 - 1955 výstavbou jednopatrových bytových domů prvního prachatického sídliště v ulici Pod Hradbami (nazývaného též "první bytový okrsek"). Na západní straně nově upravené komunikace bylo postaveno 11 dvoupodlažních domů čísel popisných 422 - 425, 430 - 435, 442. Nově postavené domy vytvořily západní stranu nové ulice vedoucí v severojižním směru souběžně s původní ulicí Hradební. Její začátek tvoří křižovatka s dnešní ulicí SNP severozápadně od Štěpánčina parku a končí jako slepá ulice u nynější budovy Městského úřadu Prachatice v Hradební ulici 435. Tato budova s charakteristickými prvky socialistického realismu byla postavena jako sídlo Okresního výboru KSČ v Prachaticích. Většina bytů v Hradební ulici (na celém sídlišti v Hradební ulici celkem 122 bytových jednotek) byla určena pro důstojníky ČSLA a jejich výstavba souvisela s reorganizací stávajícího pěšího pluku na 62. motostřelecký pluk jako vševojskový útvar prvního sledu na státní hranici se Spolkovou republikou Německo. Požadavku stálé bojové pohotovosti tohoto útvaru odpovídala i poloha nového sídliště v bezprostřední blízkosti hlavní brány nově budovaných kasáren. Návaznost Hradební (stejně jako Liliové ulice) a celého sídliště v Hradební ulici na postupně rozšiřovaný areál Nových kasáren je hmotným dokladem "militarizace" Prachatic a jejich přeměny v typické poválečné pohraniční posádkové město na jihozápadní a západní hranici Československa.

## Název ulice
Na katastrální mapě se objevil pro úsek ulice od Pasovské brány po současnou křižovatku ulic Hradební a SNP název Na střelnici (Schiesstattgasse). Naproti tomu úsek ulice vycházející z Malého náměstí byl na plánu z roku 1837 zakreslen jako krátká ulice nesoucí název Eiskellergasse. Význam ulice se zvětšil po vybudování kasáren, do kterých byl 15. září 1875 převelen 18. prapor polních myslivců. Podle toho se počalo vžívat pojmenování Kaserngasse, které lze doložit již v roce 1894 (parcelu č. (číslo) 1511/35). Tento německý název byl používán i za 2. světové války. Protože v průběhu 2. světové války byla realizována výstavba nových kasáren pro Wehrmacht, byla ulice prodloužena směrem na západ. Předtím nezastavěná část dnešní Hradební ulice mezi čp. 160 a čp. 163 neměla název. Tento stav (ulice beze jména) trval do konce 50. let 20. století, kdy úsek nesl pouze označení číslem parcely 1514. V říjnu 1938 byla ulice Na střelnici přejmenována na Buchsbaumstrasse podle Hanse Buchsbauma, rakouského stavitele ztotožňovaného s Janem z Prachatic. Na konci války byla ulice přejmenována na Střelnickou, ale toto pojmenování se neudrželo: v roce 1947 se znovu vrátil název Hradební včetně prodloužení o parcelu 1514. V roce 1968 Městský národní výbor v Prachaticích rozhodl pojmenovat celou ulici jako Hradební.

## Architektonický a urbanistický význam Hradební ulice
Hradební ulice v Prachaticích tvoří součást uliční sítě navazující na městskou památkovou rezervaci a historické jádro města. Je hmotným dokladem středověké zástavby Prachatic. Archivní výzkum  dějin ulice v kontextu historie centra města včetně rozsáhlých demolic v 2. polovině 20. století je významným dokladem o urbanistickém vývoji města. Návaznost Hradební ulice na domy na Velkém náměstí vznikla úpravami ulic Neumannovy a průchodem Klášterní ulicí. Hradební ulice tvoří na severu a severozápadě centra Prachatic křižovatky s Pivovarskou, Starokasárenskou a Za Baštou. Významnou informací o životě ve městě je i vývoj českého a německého názvu ulice v národnostně smíšených Prachaticích. Dějiny ulice a jejích domů jsou též příspěvkem k dějinám Prachatic a jejich místopisu..Hradební ulicí prochází Naučná stezka Prachatické hradby.

### Kulturní památky v Hradební ulici zapsané v Ústředním seznamu kulturních památek
V Hradební ulici je evidováno jako nemovitá kulturní památka zapsaná v Ústředním seznamu kulturních památek bývalé opevnění
.

## Galerie

### Mapy centra Prachatic a Hradební ulice

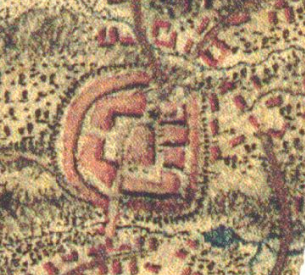
Prachatice na mapách prvního vojenského mapování (1764–1783)
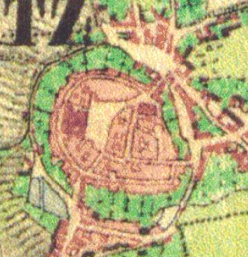
Prachatice na mapách druhého vojenského mapování (1836–1852)
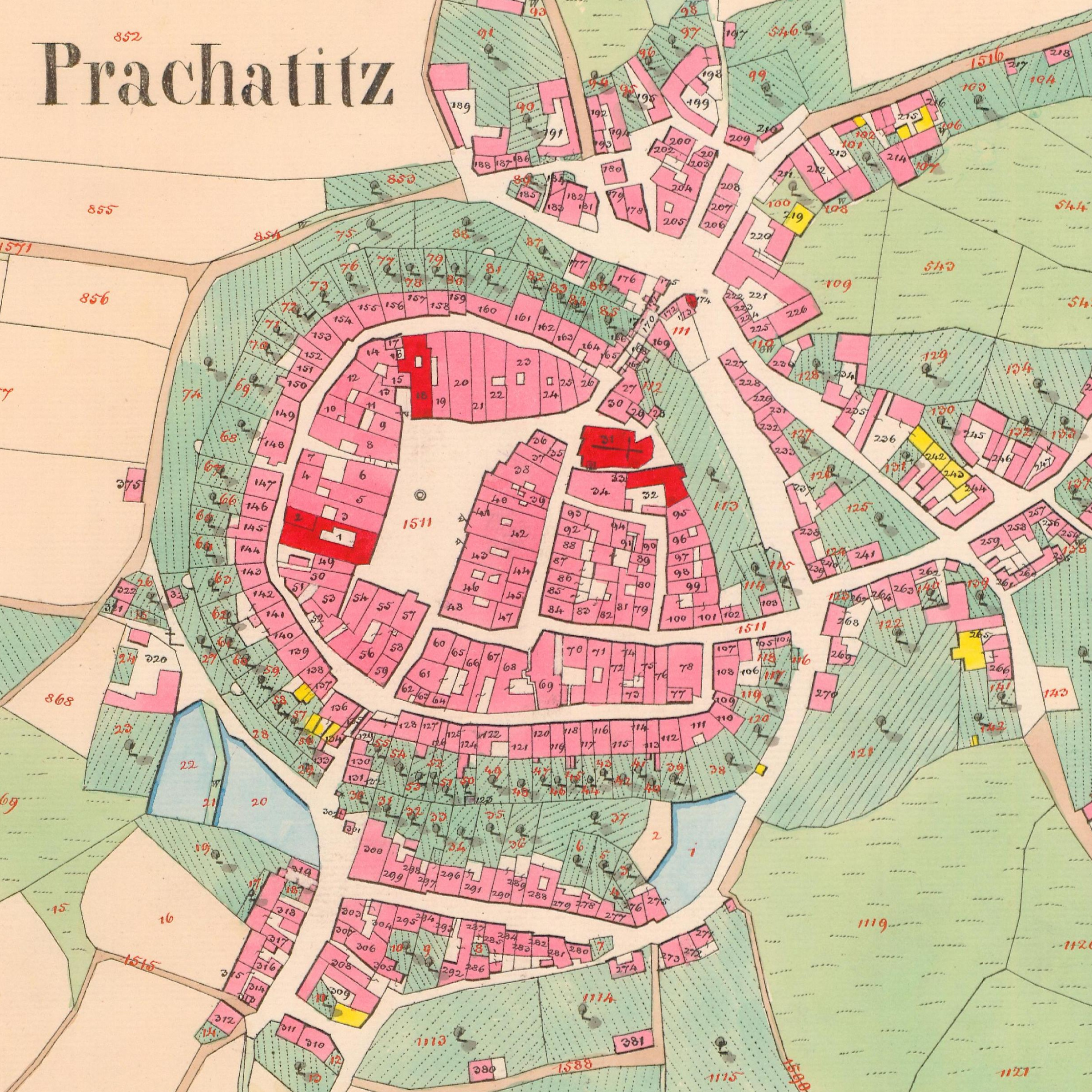
Prachatice SK 1837 centrum
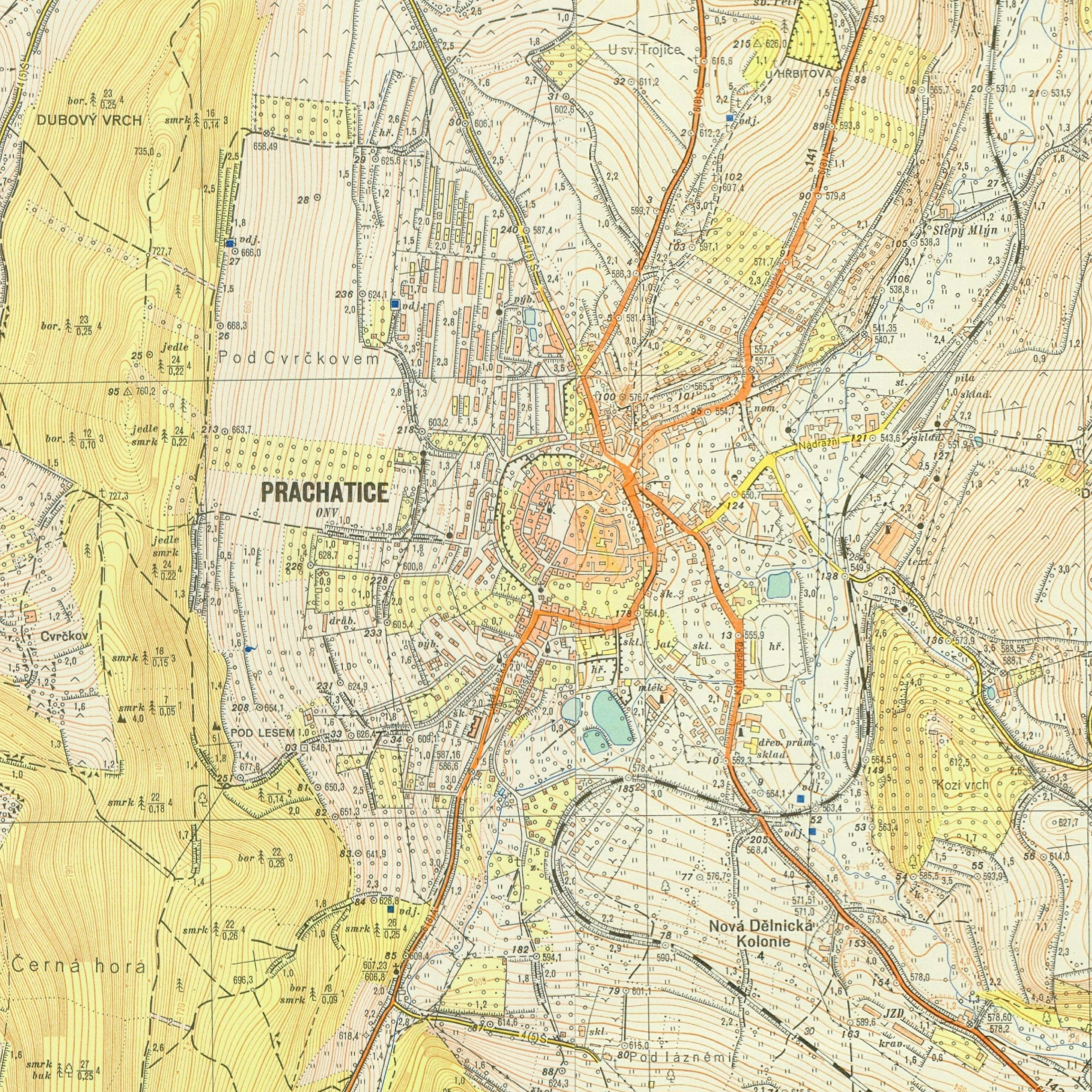
Prachatice na mapě z roku 1958 s domy sídliště v Hradební ulici a novými objekty kasáren

### Pohledy na východní stranu Hradební ulice

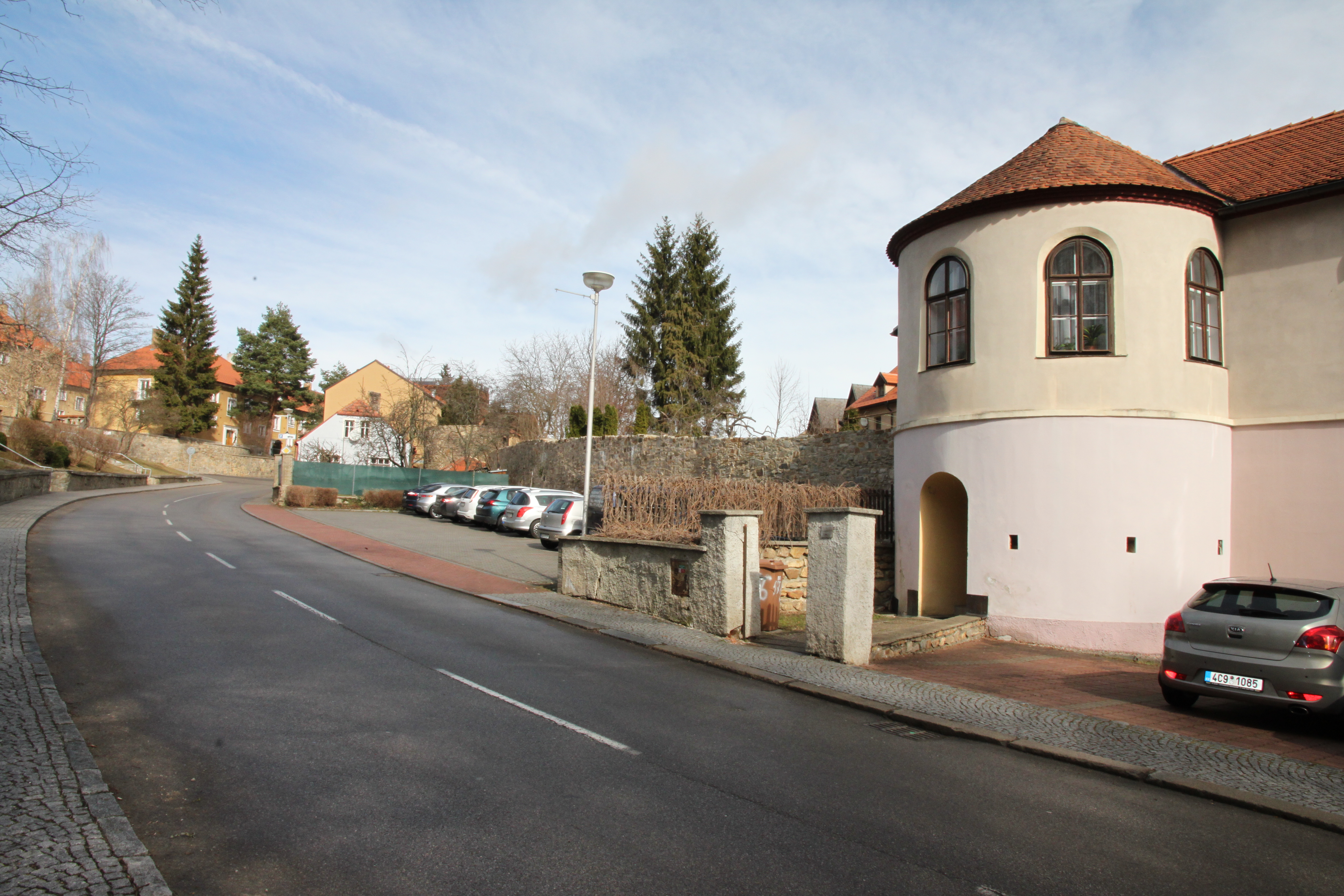
Pohled na Hradební ulici, NS
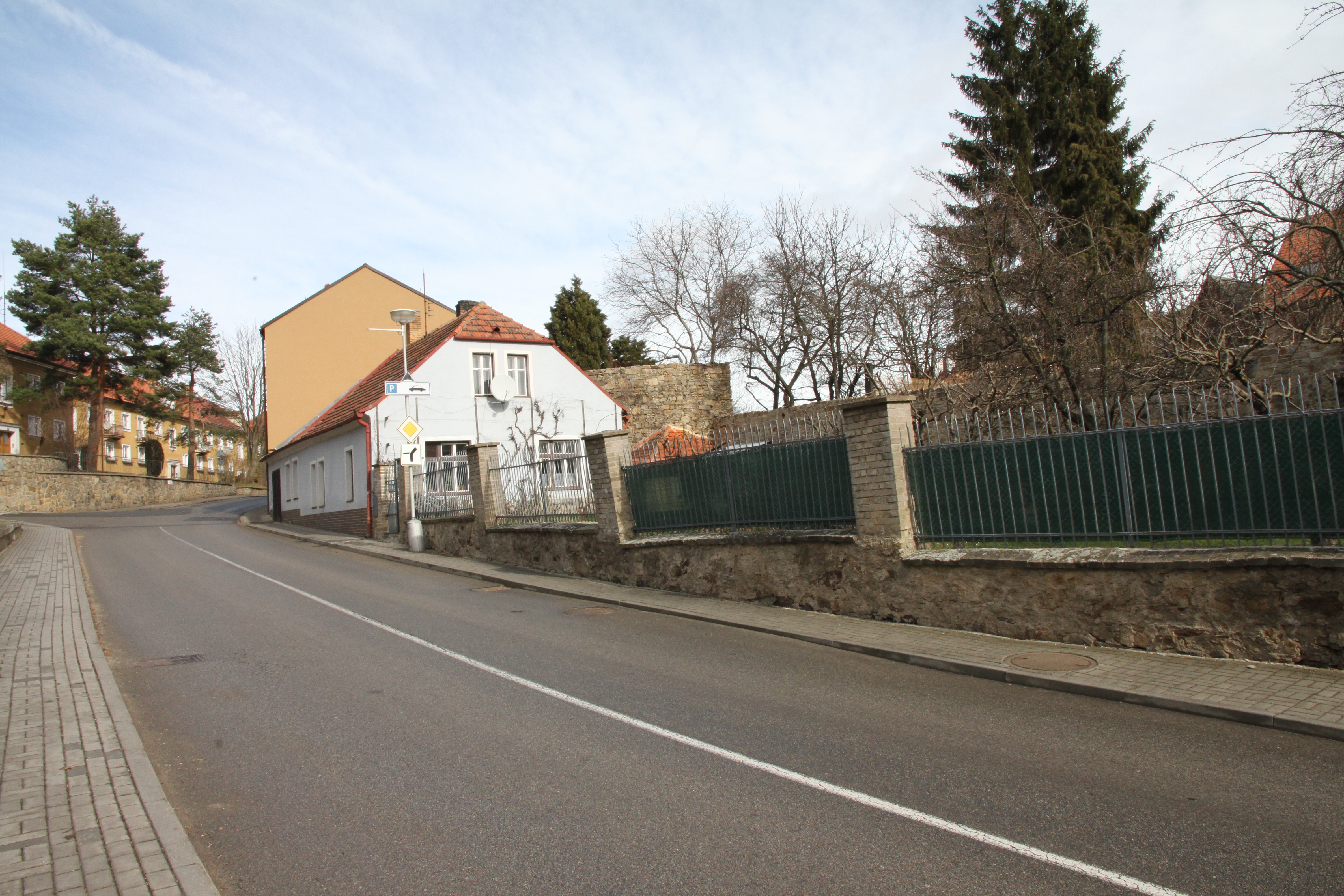
Pohled na Hradební ulici, NS
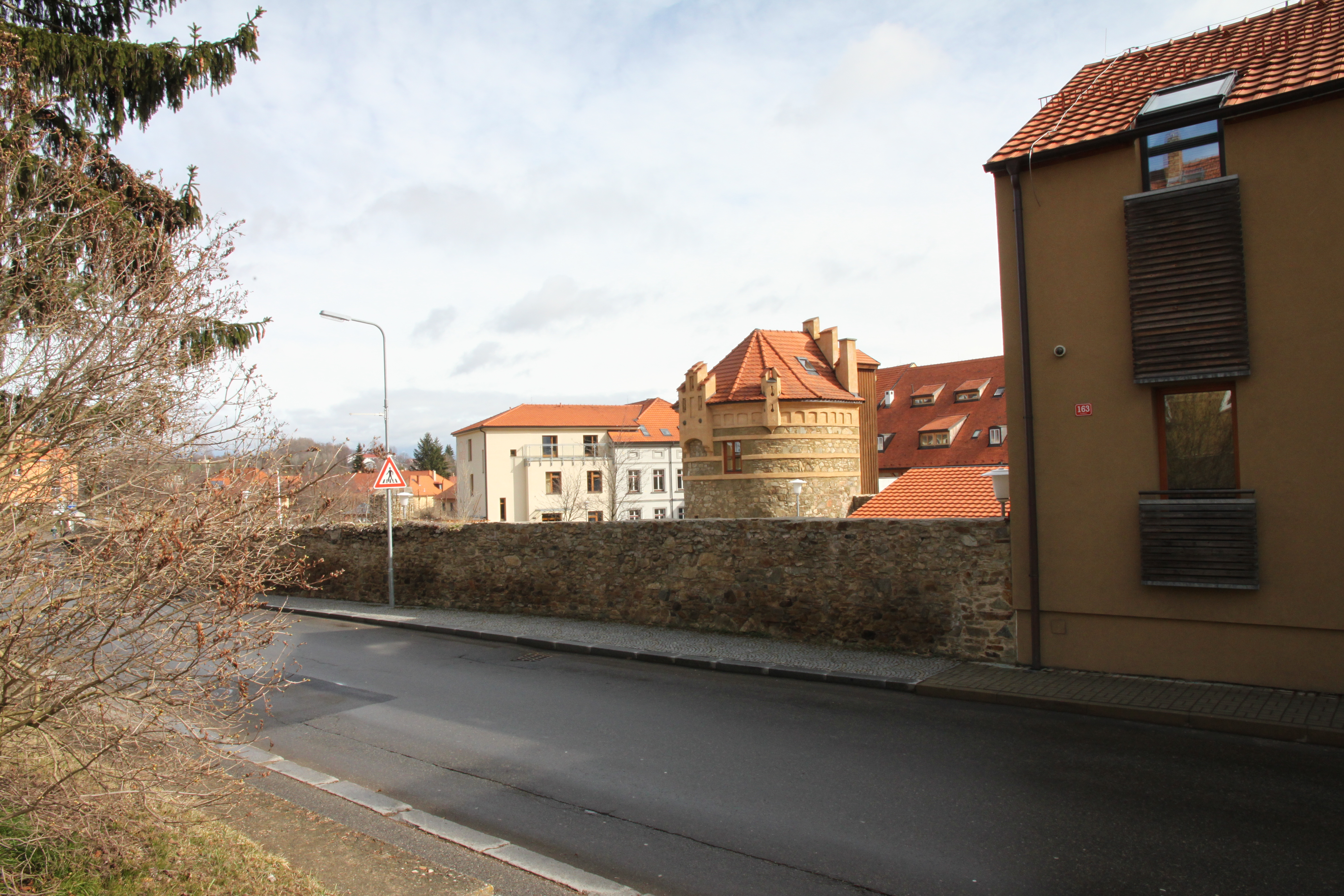
Pohled na Hradební ulici, NS
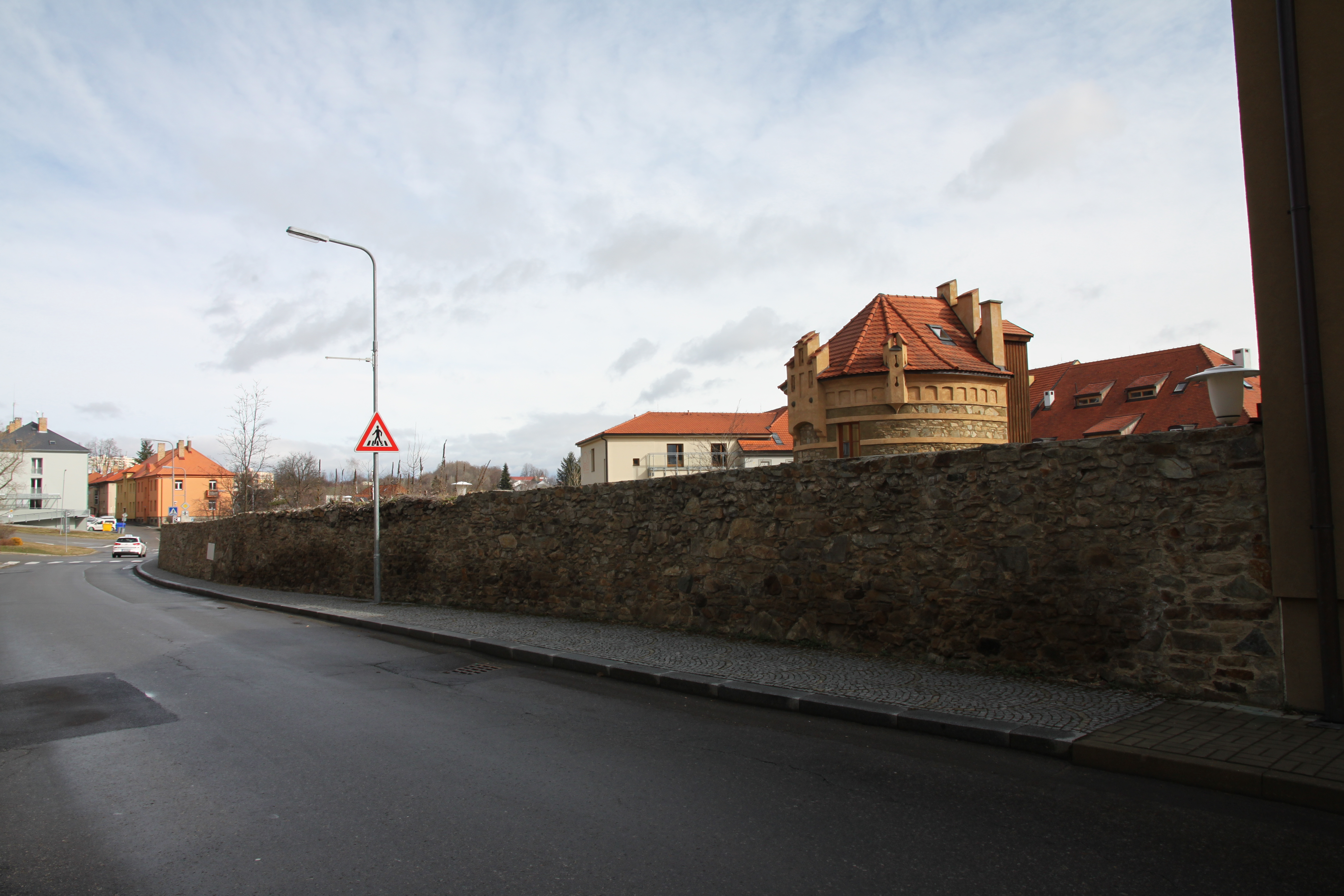
Pohled na Hradební ulici, NS
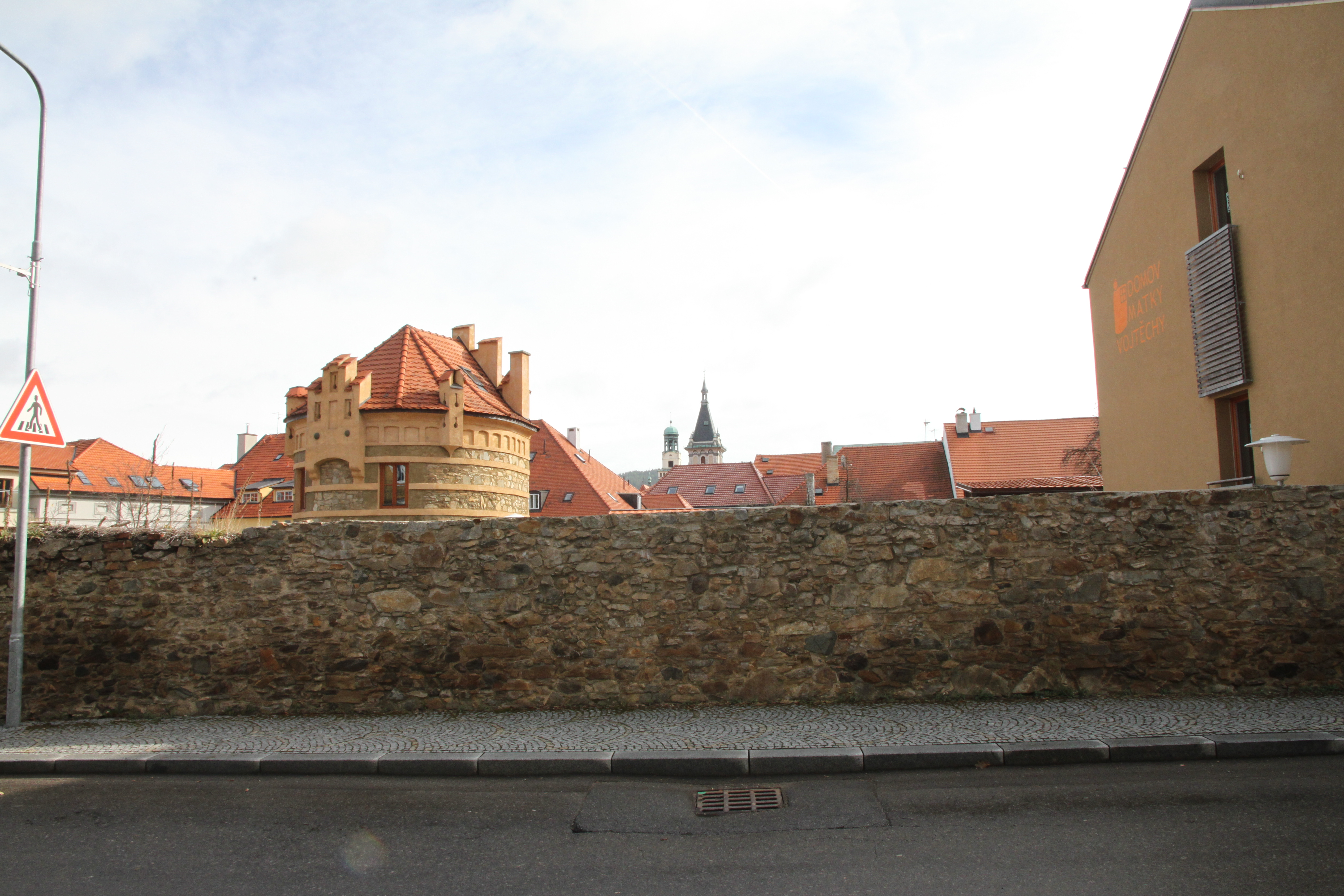
Pohled na Hradební ulici, NS
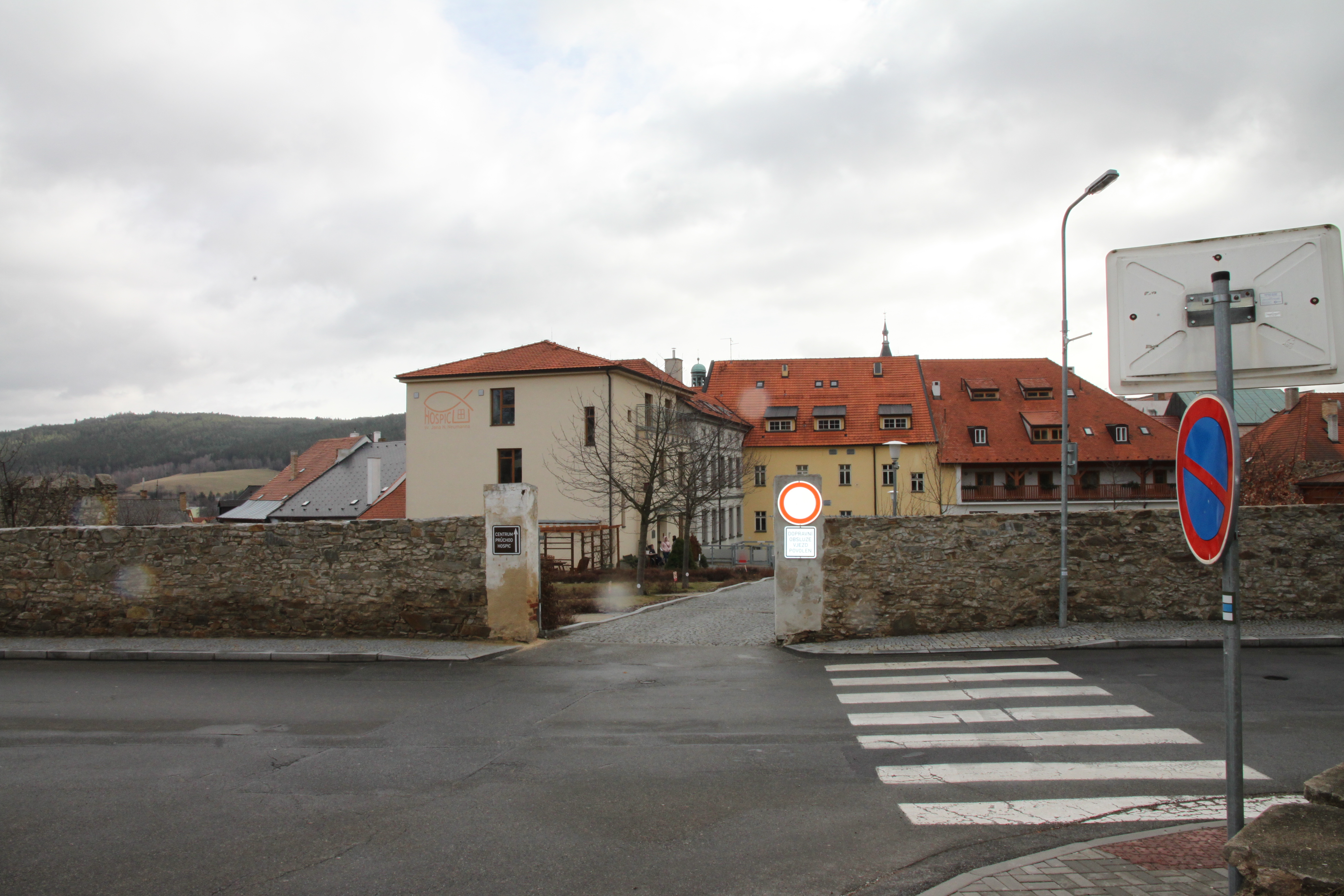
Pohled na Hradební ulici, NS
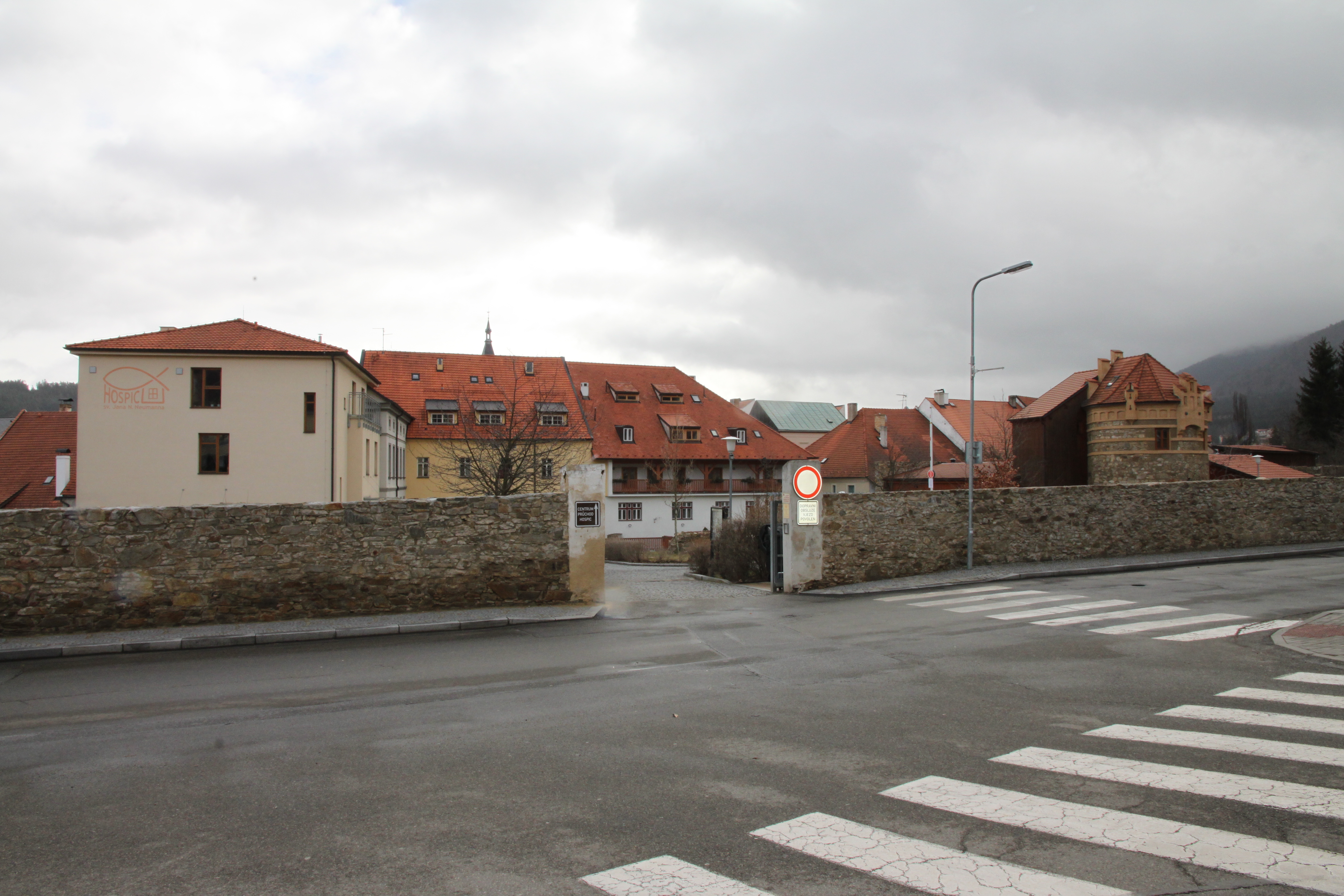
Pohled na Hradební
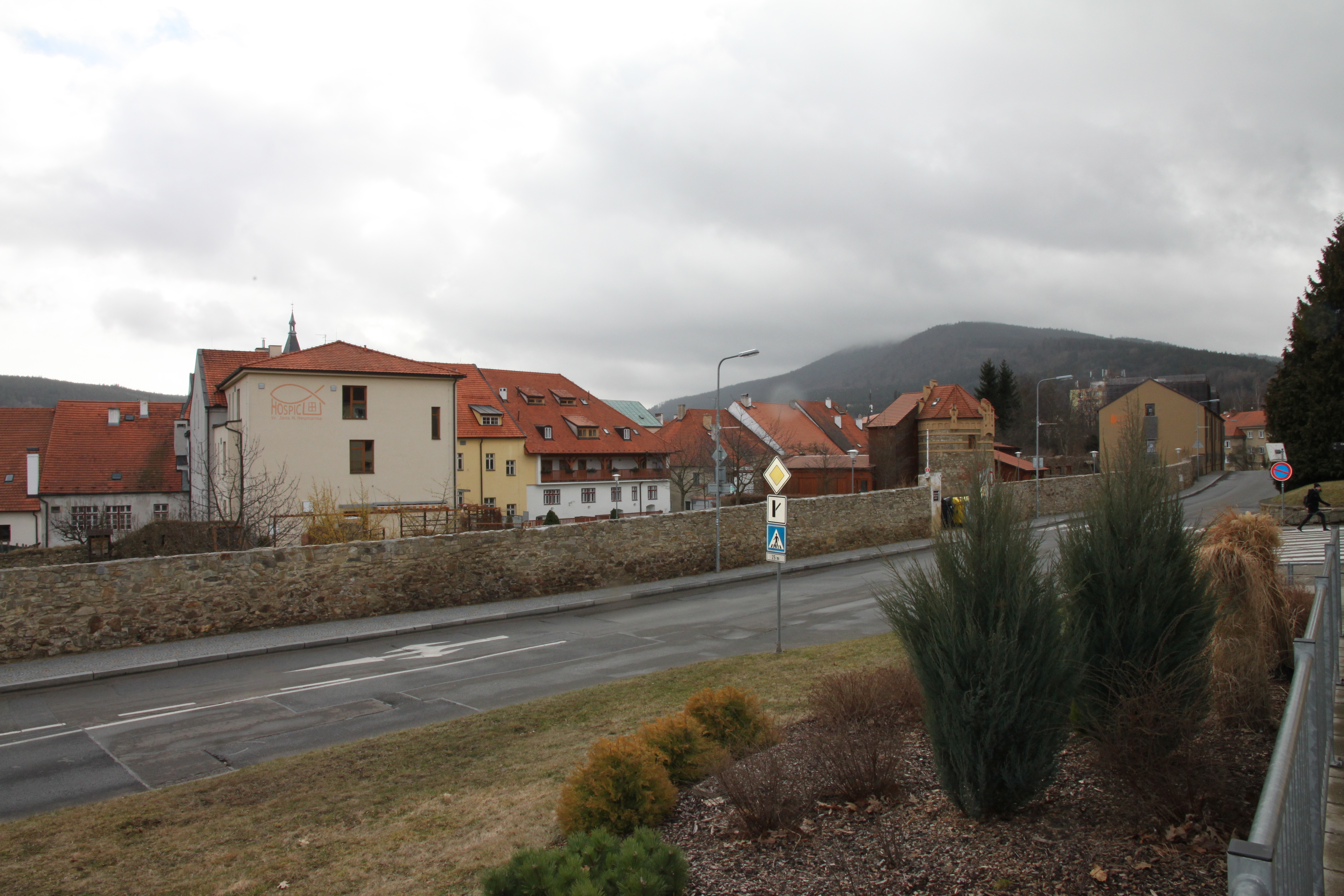
Pohled na Hradební ulici
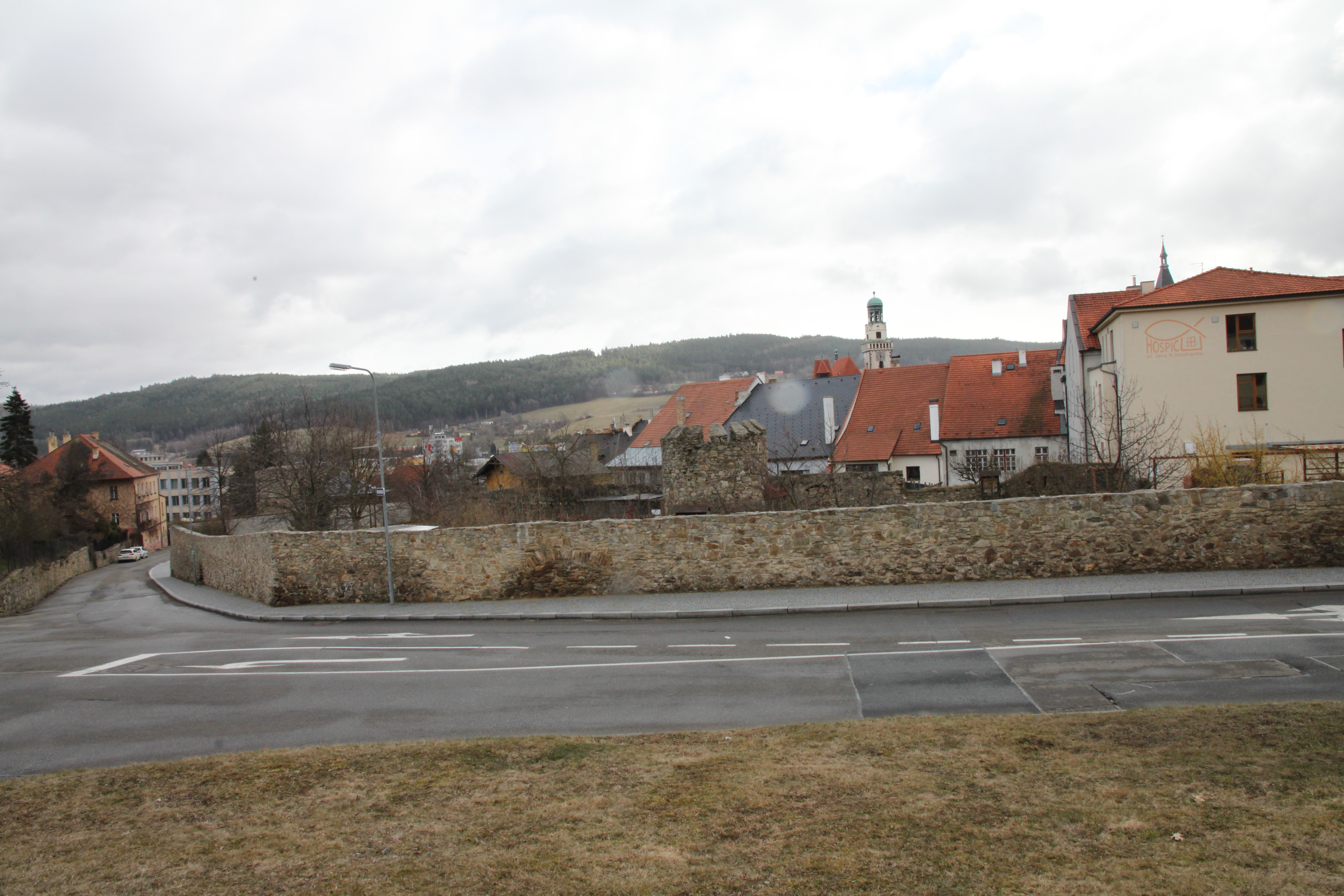
Pohled na Hradební ulici

### Pohledy na západní stranu Hradební ulice

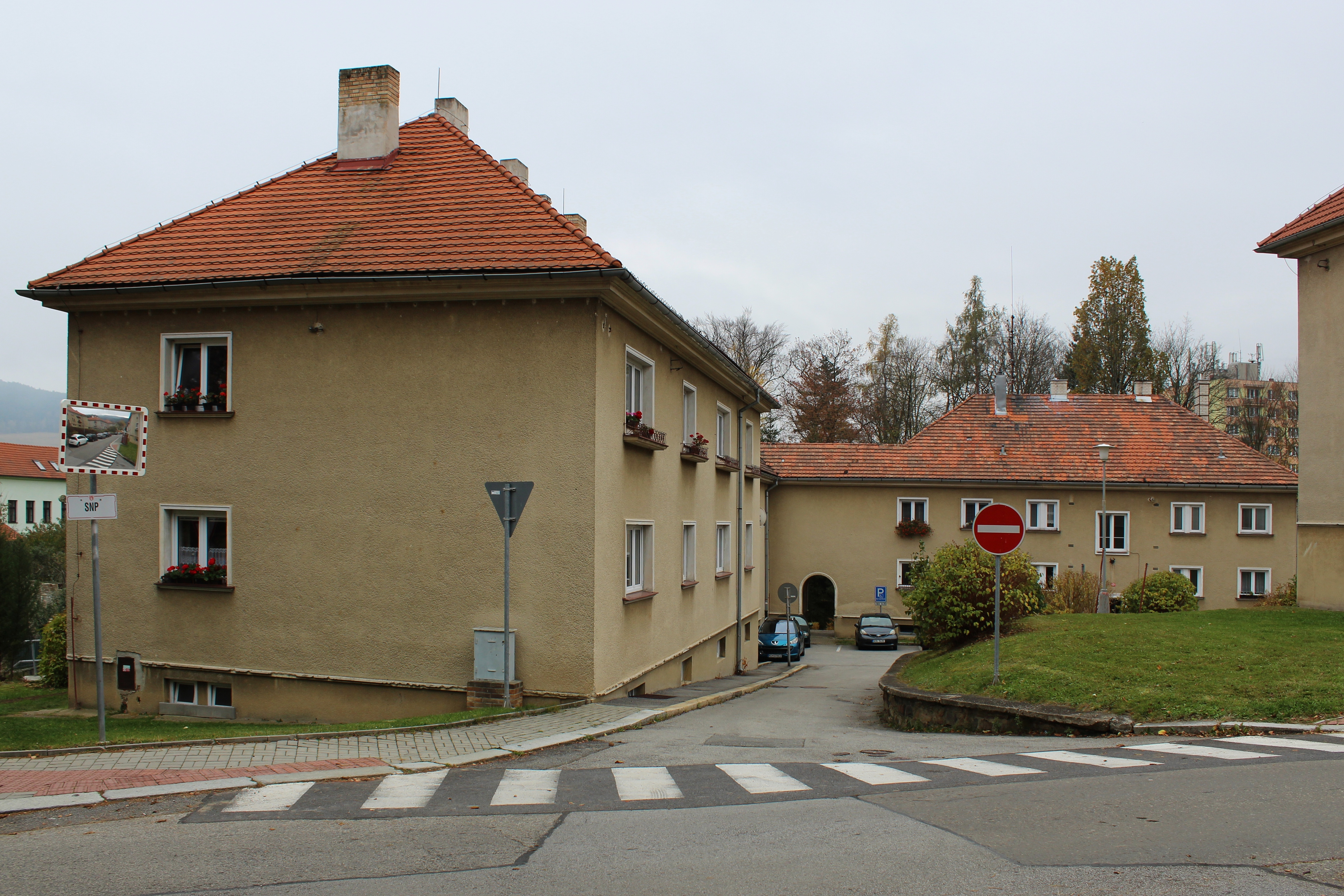
Hradební přes SNP

### Detaily Hradební ulice

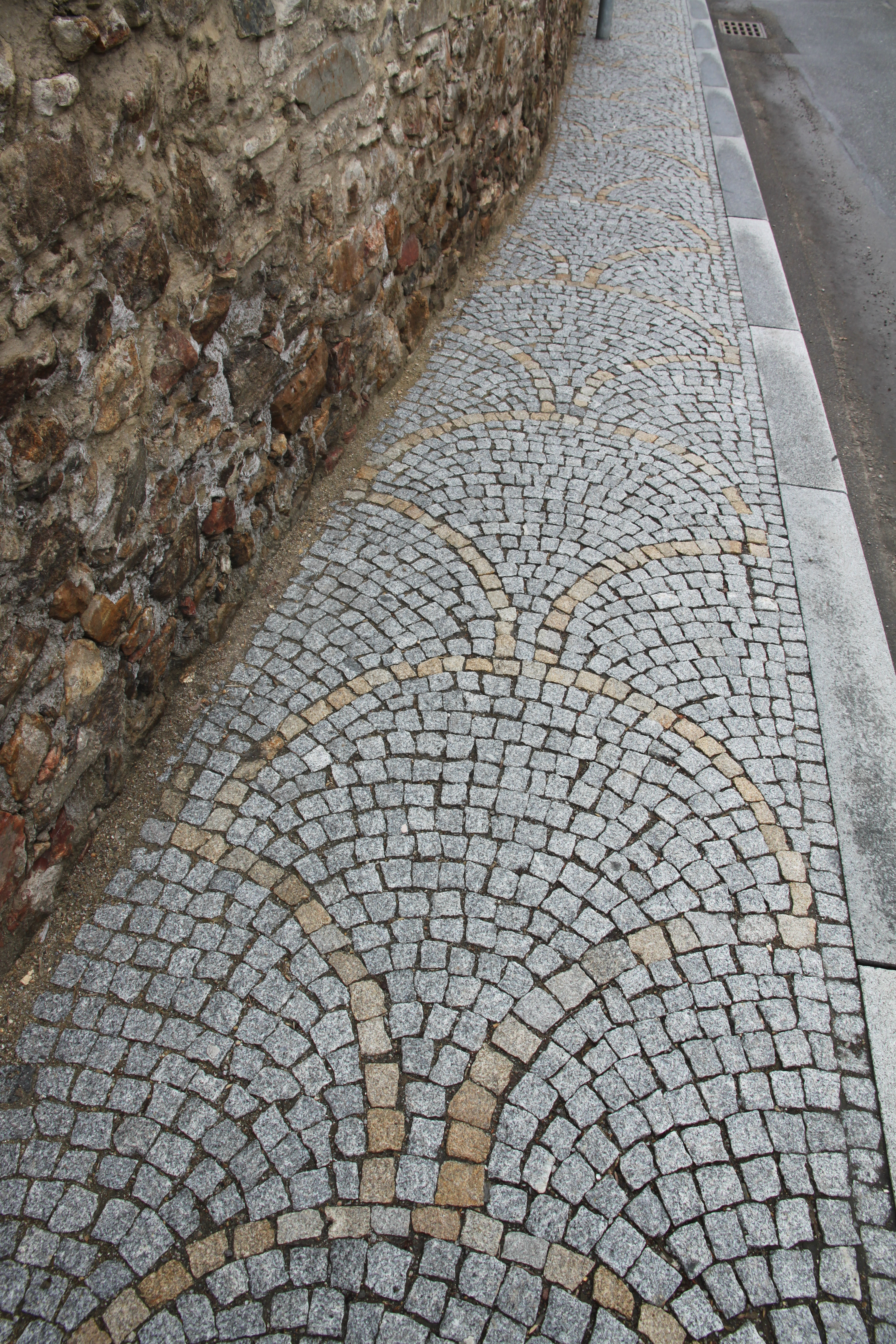
Detailní pohled na zádlažbu Hradební ulice
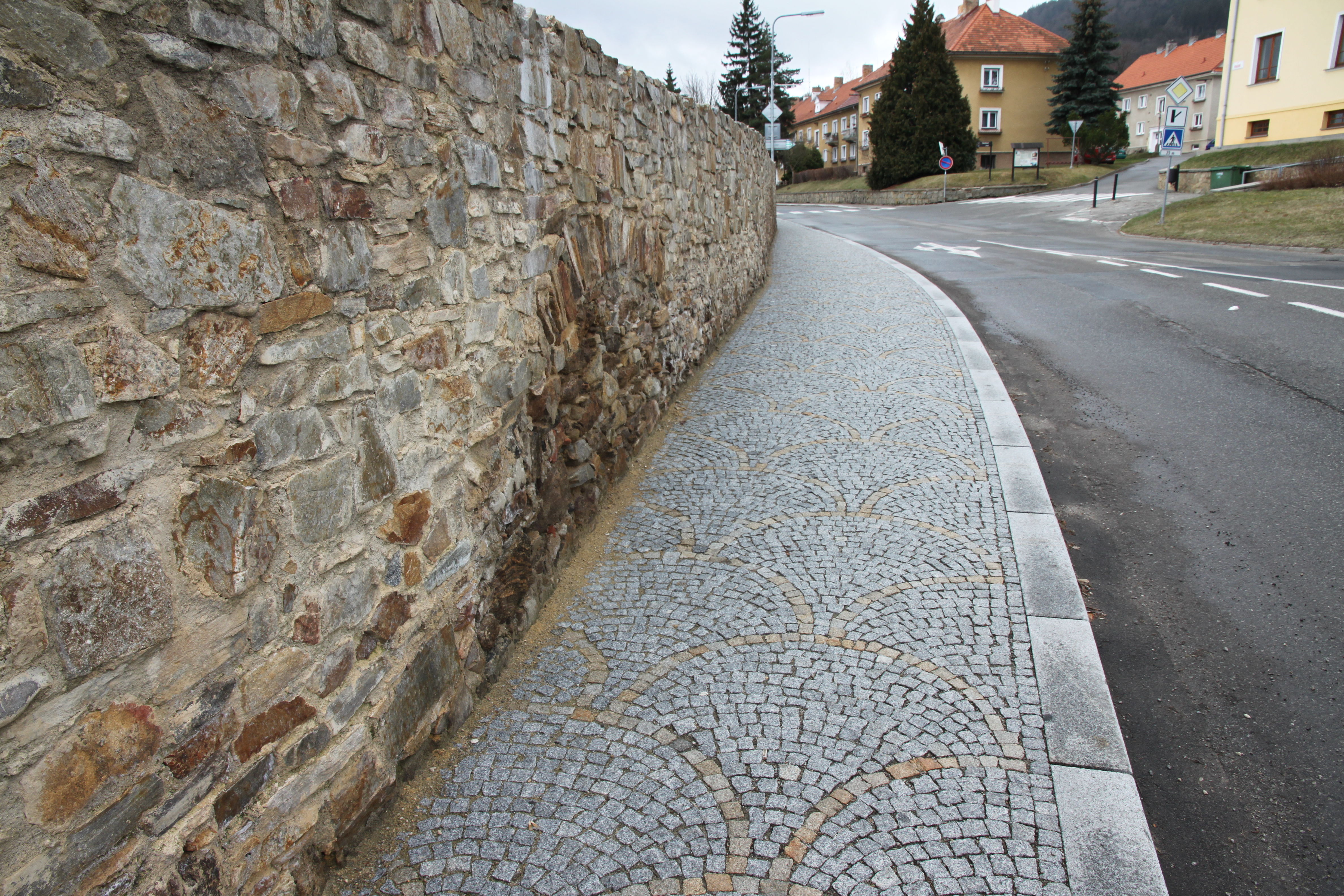
Detailní pohled na zádlažbu Hradební ulice

## Dům Hradební ulice čp. 435

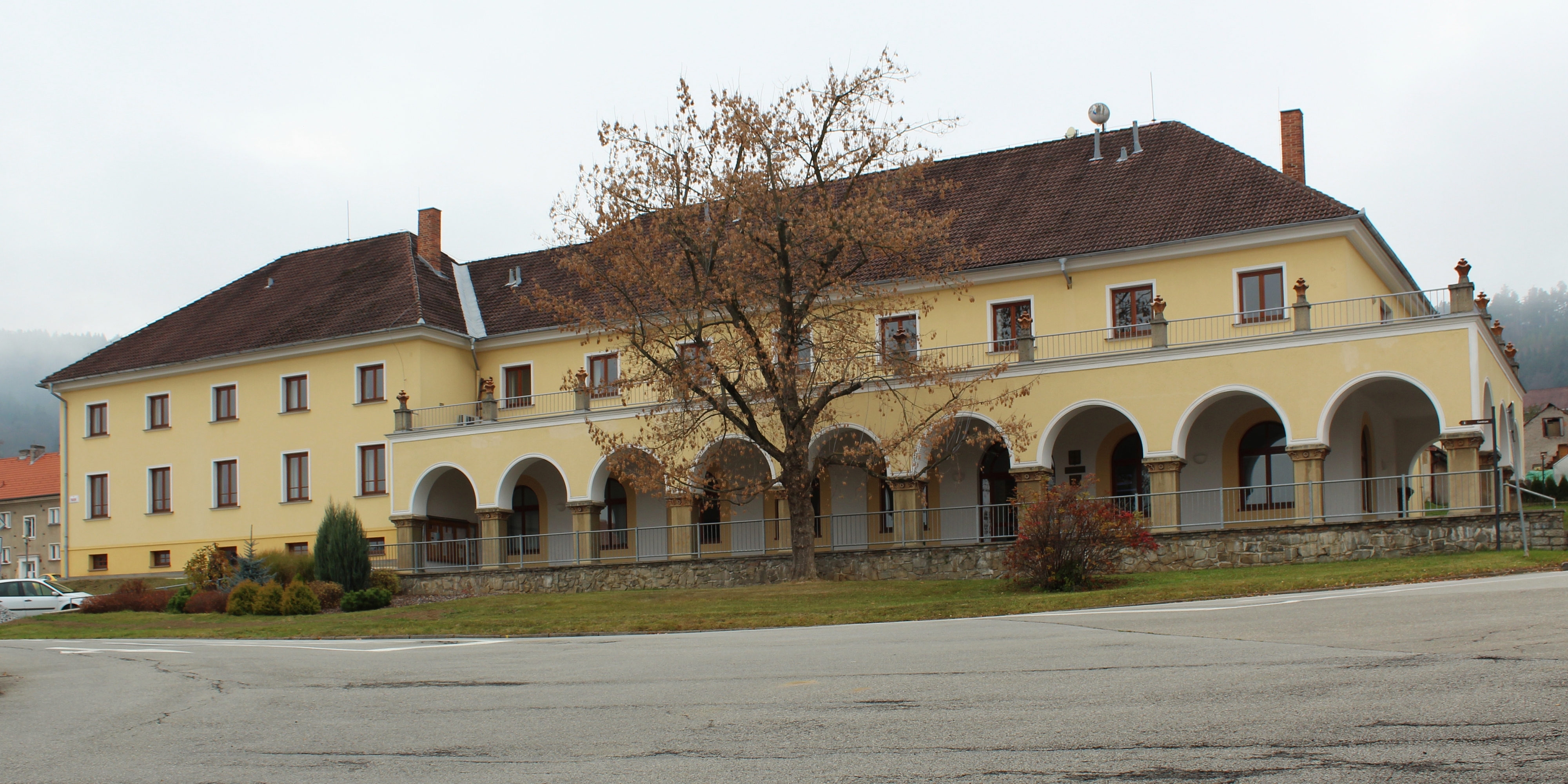
Hradební ulice čp. 435
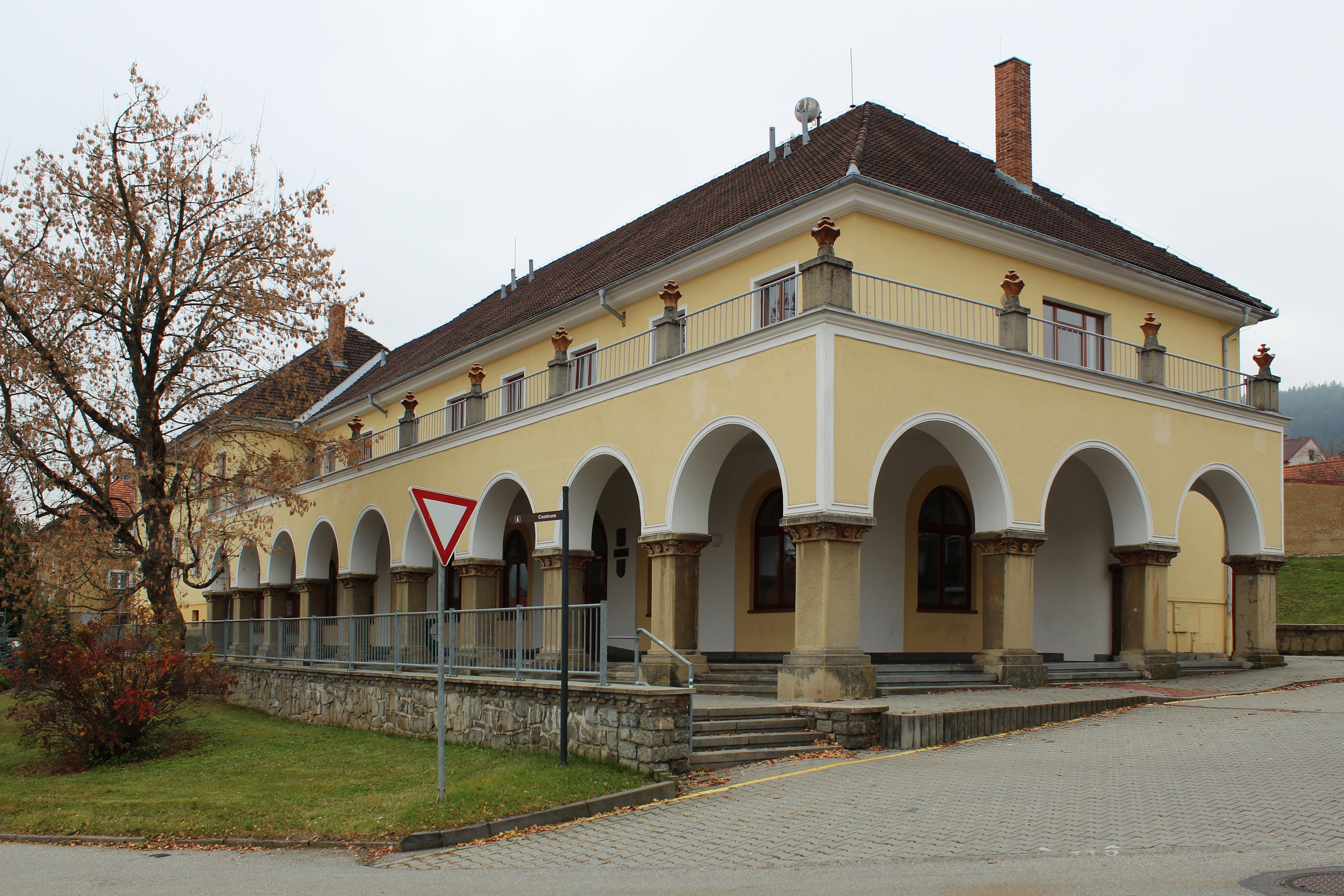
Hradební ulice čp. 435
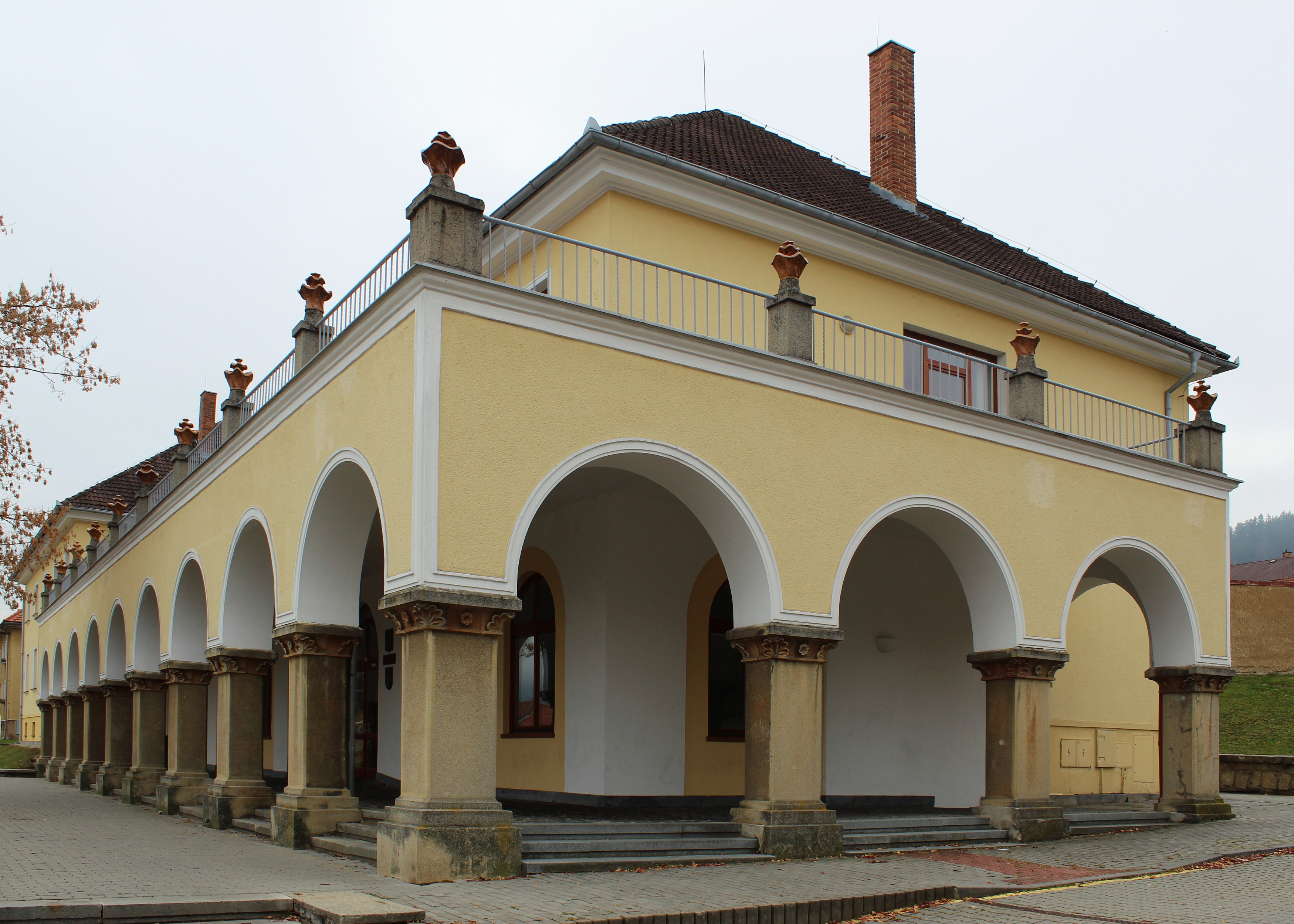
Hradební ulice čp. 435
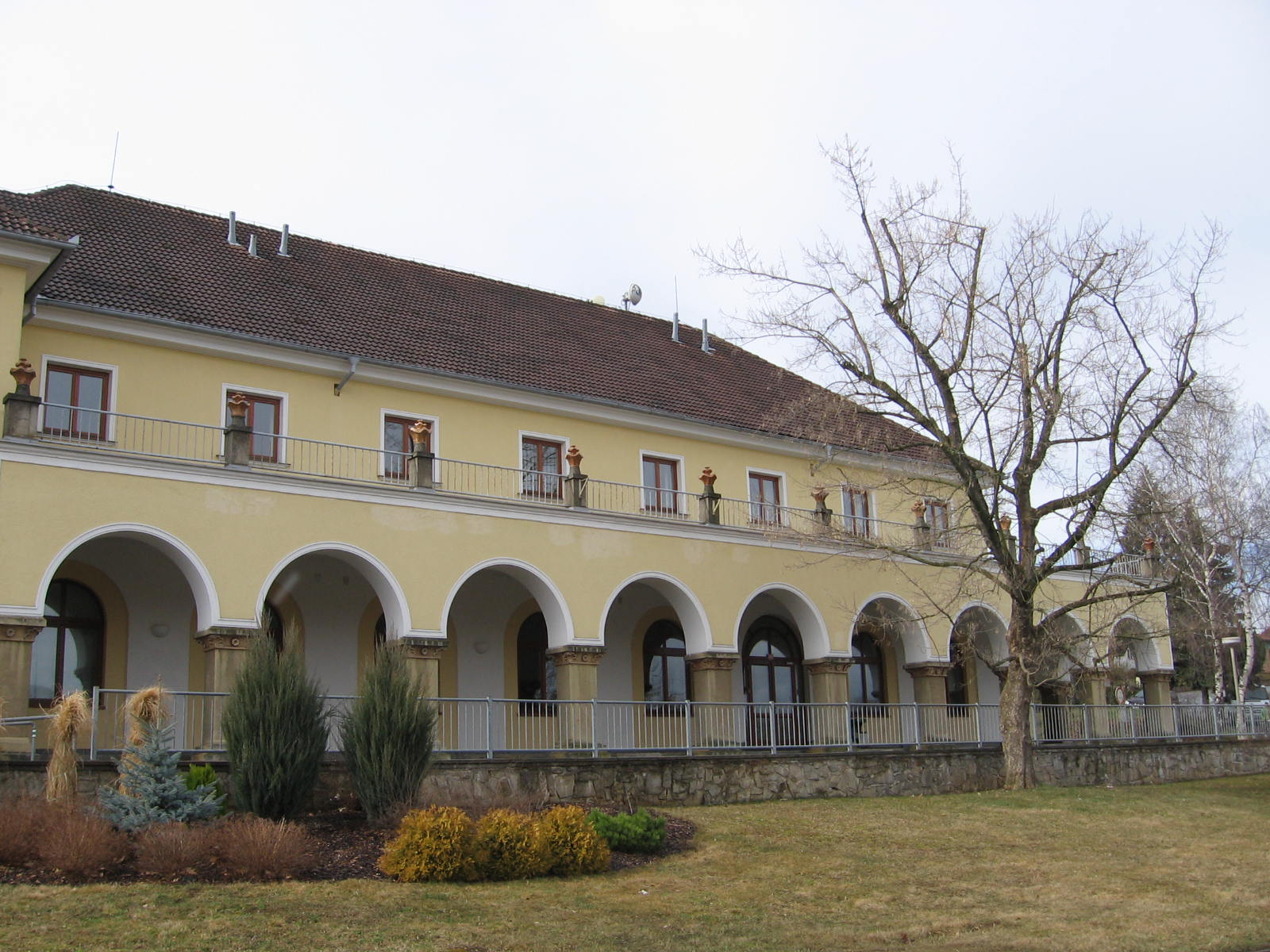
Hradební ulice čp. 435 z ulice Hradební
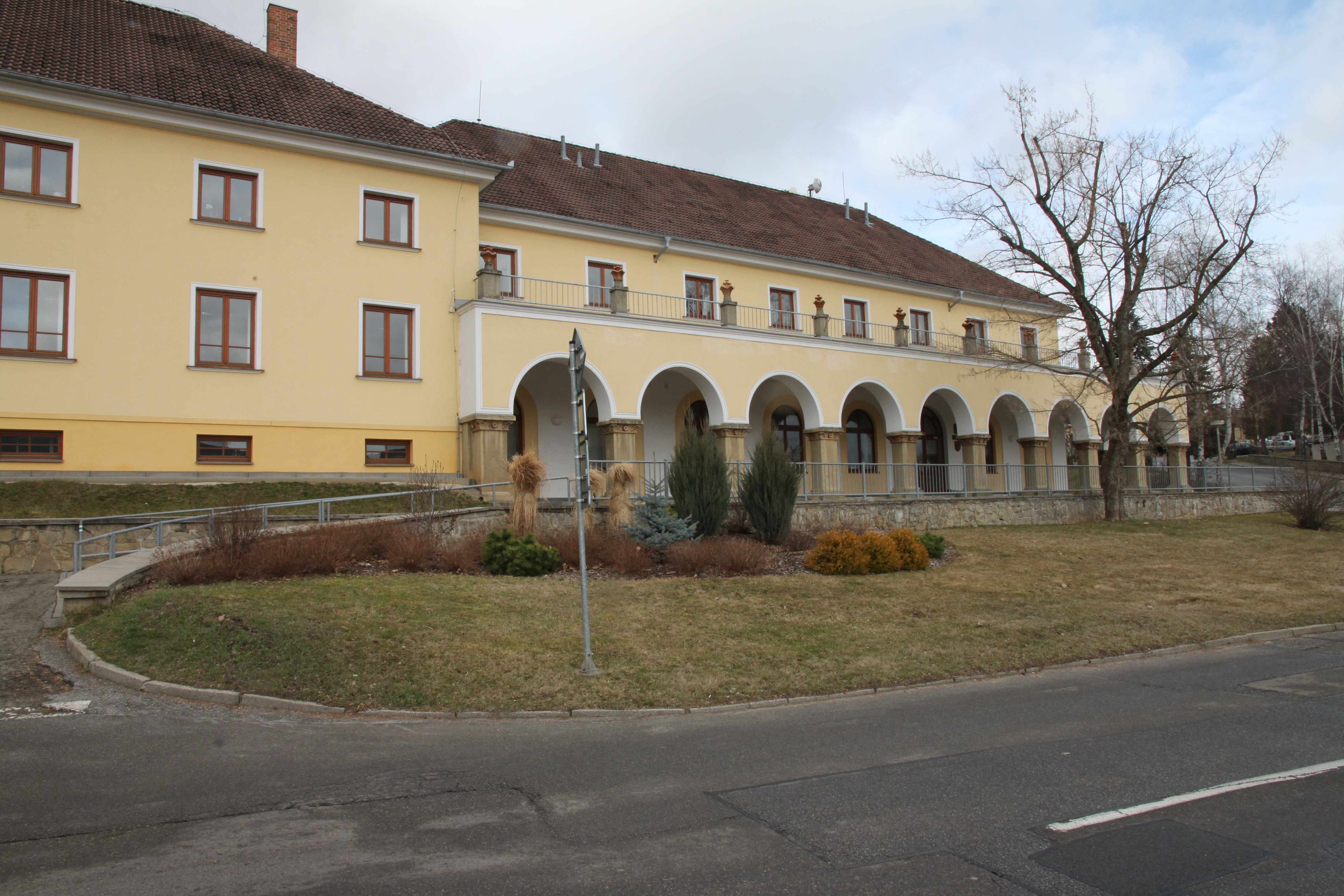
Hradební ulice čp. 435
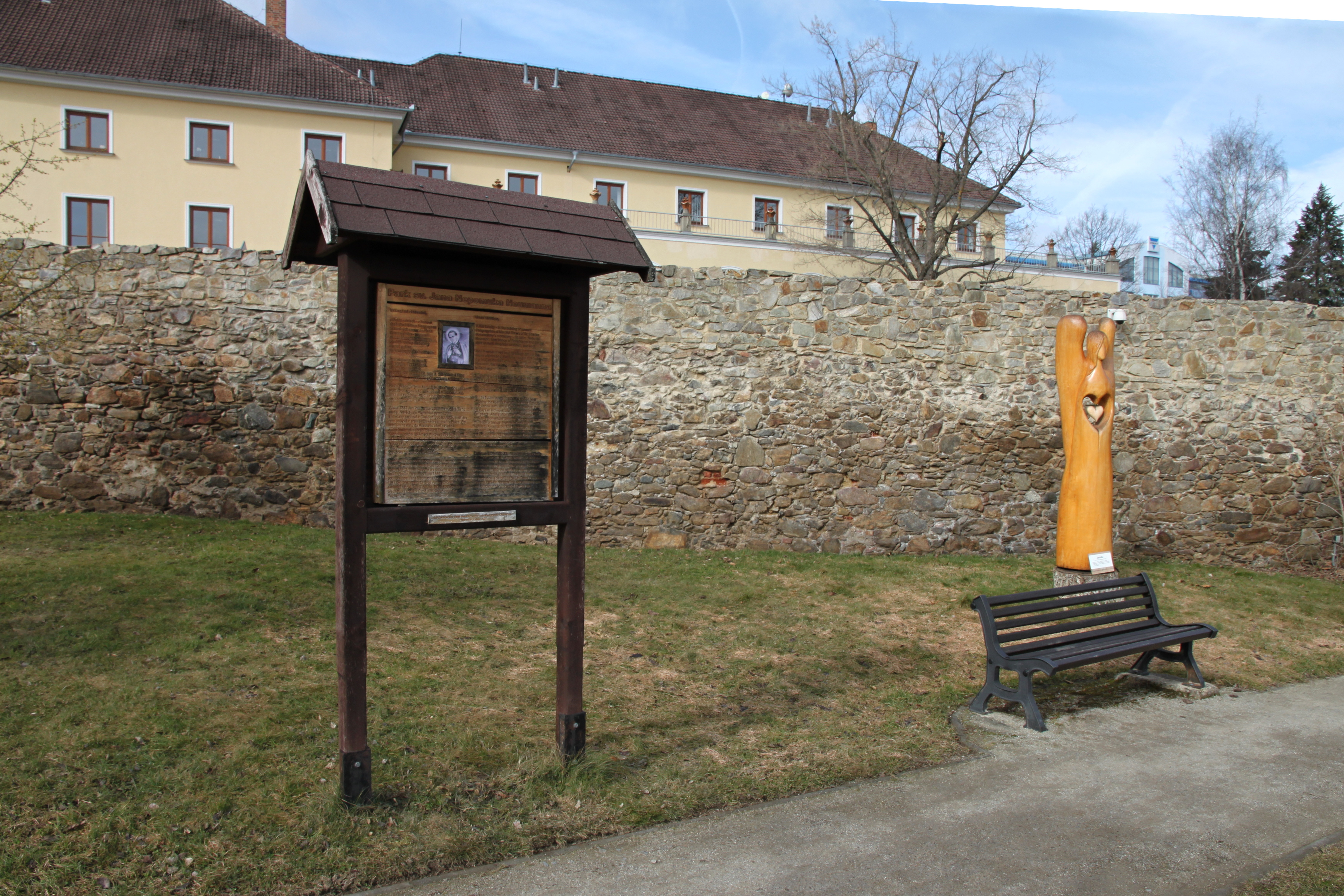
Hradební ulice čp. 435 z parku sv. Jana N. Neumanna
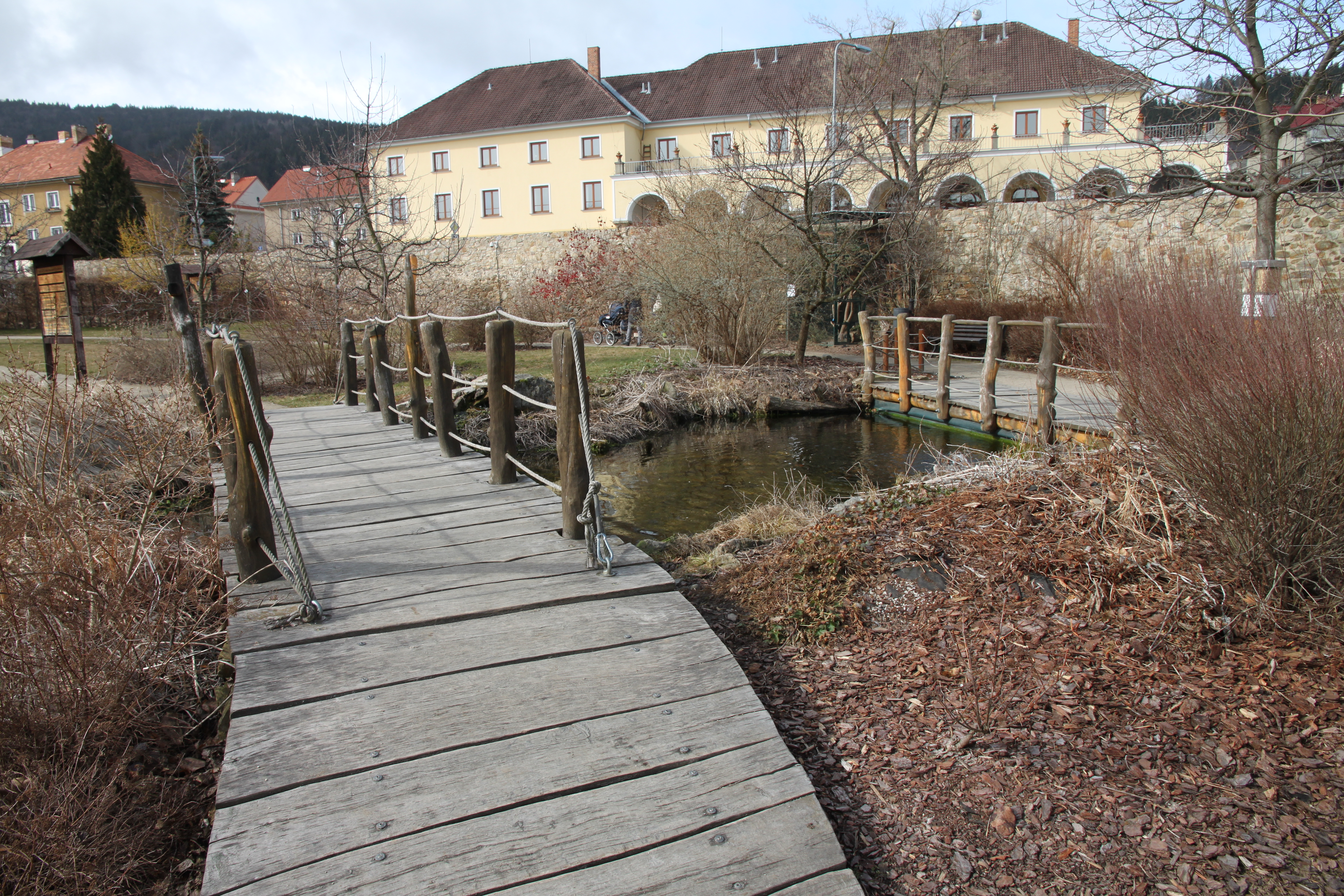
Hradební ulice čp. 435 z parku sv. Jana N. Neumanna

### Dům Hradební ulice čp. 435 - detaily

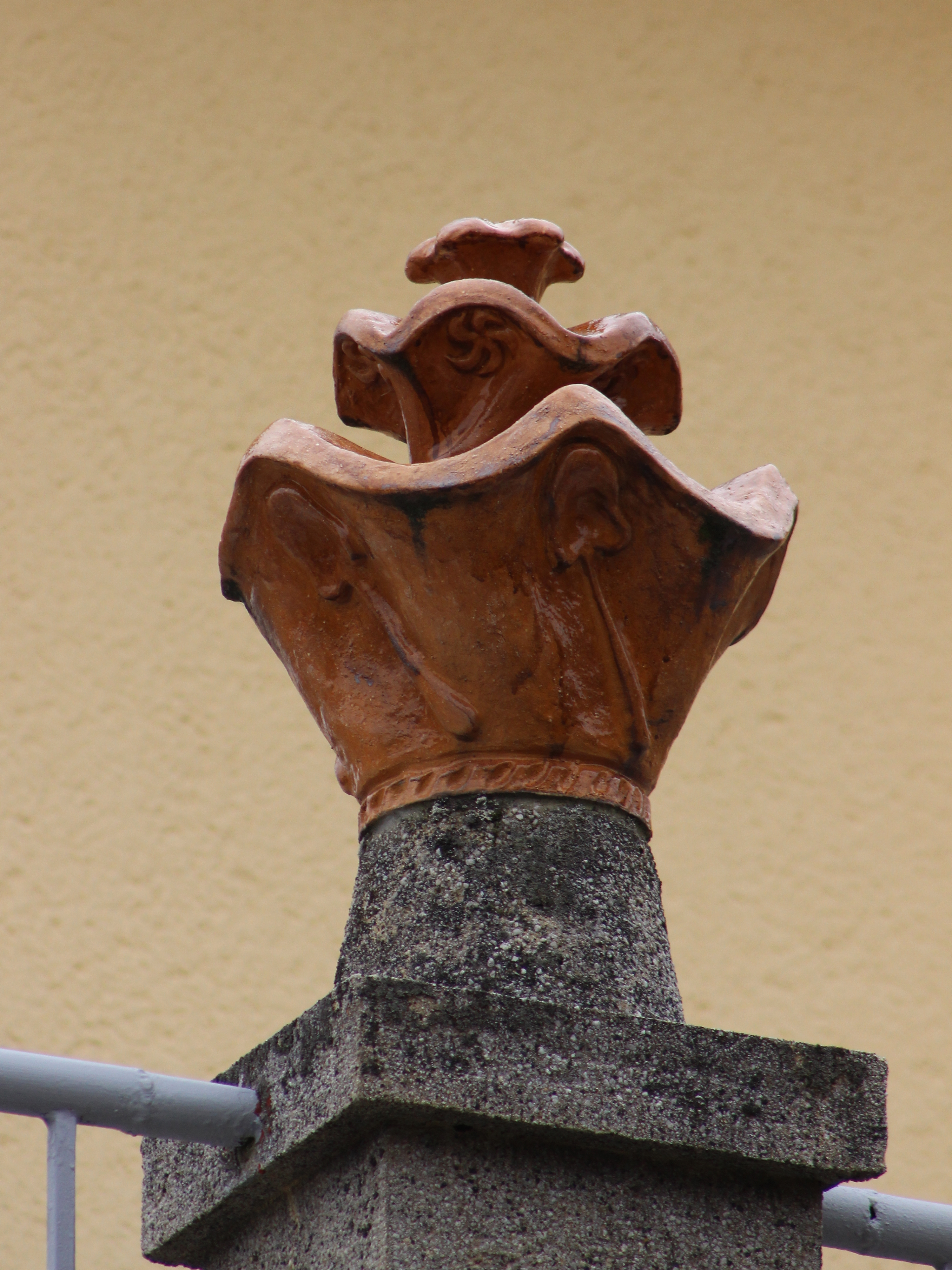
Hradební čp. 435, detail výzdoby balkonu
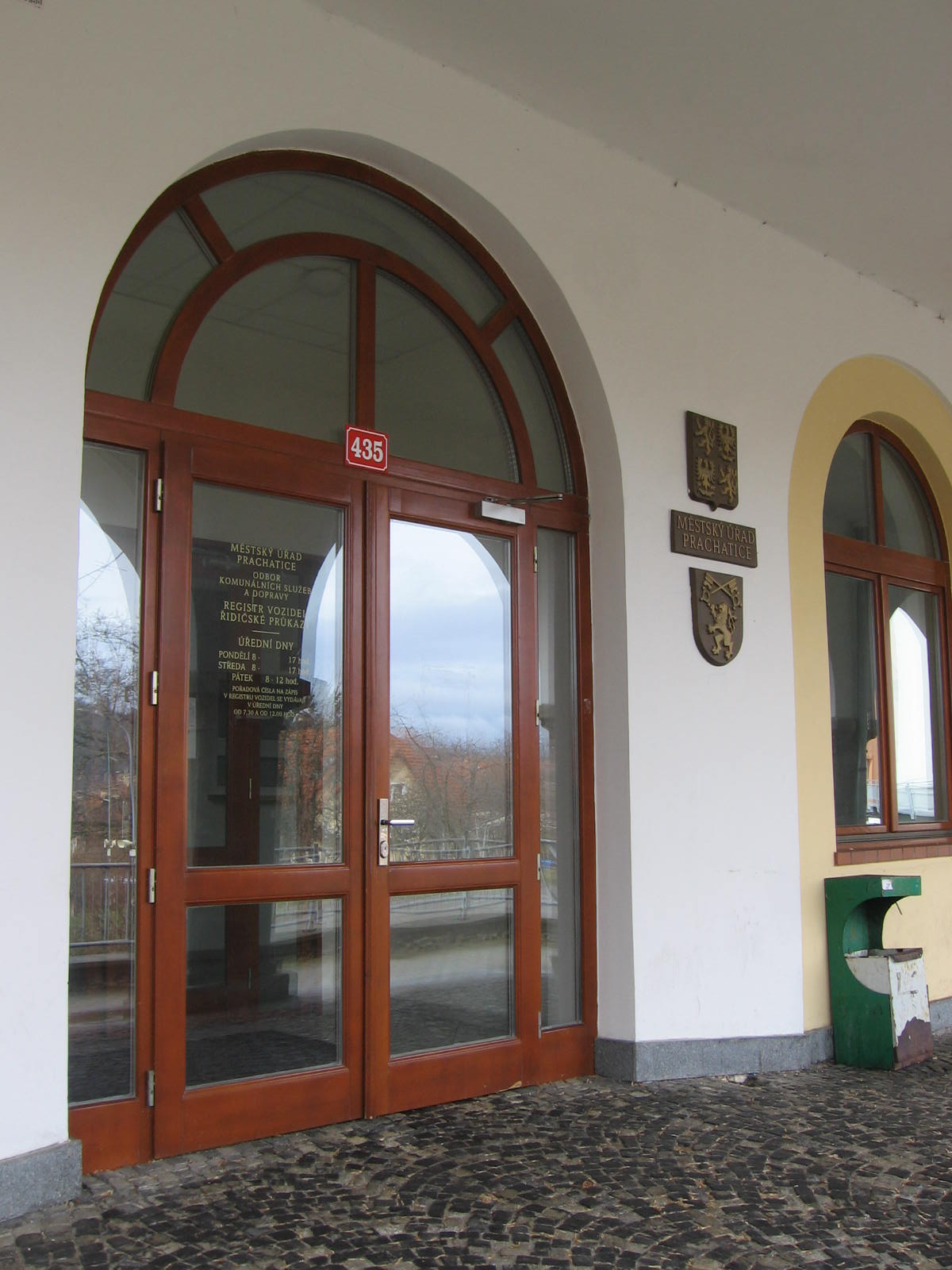
Hradební čp. 435, detail vchodu a podloubí
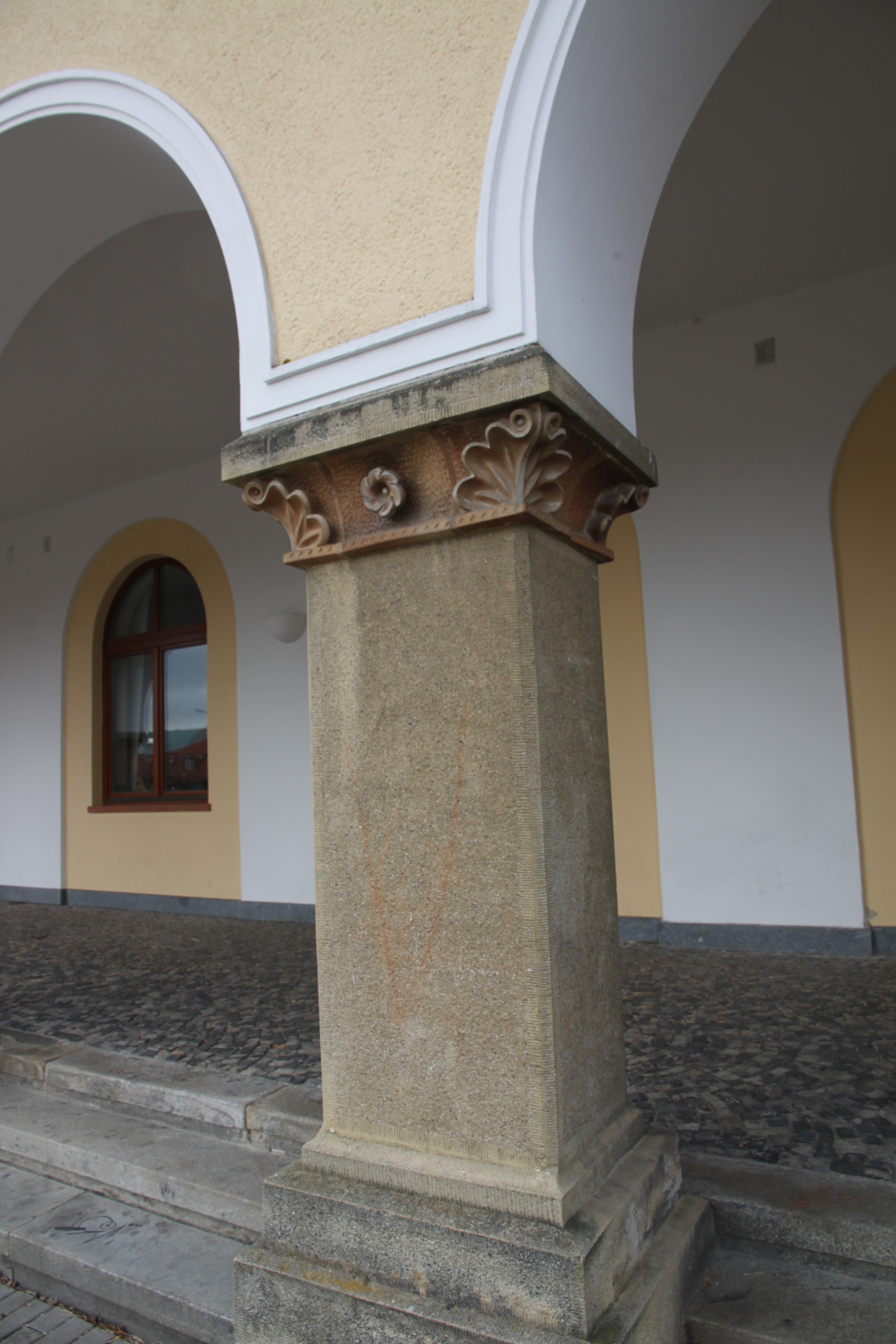
Hradební čp. 435 - detail sloupu
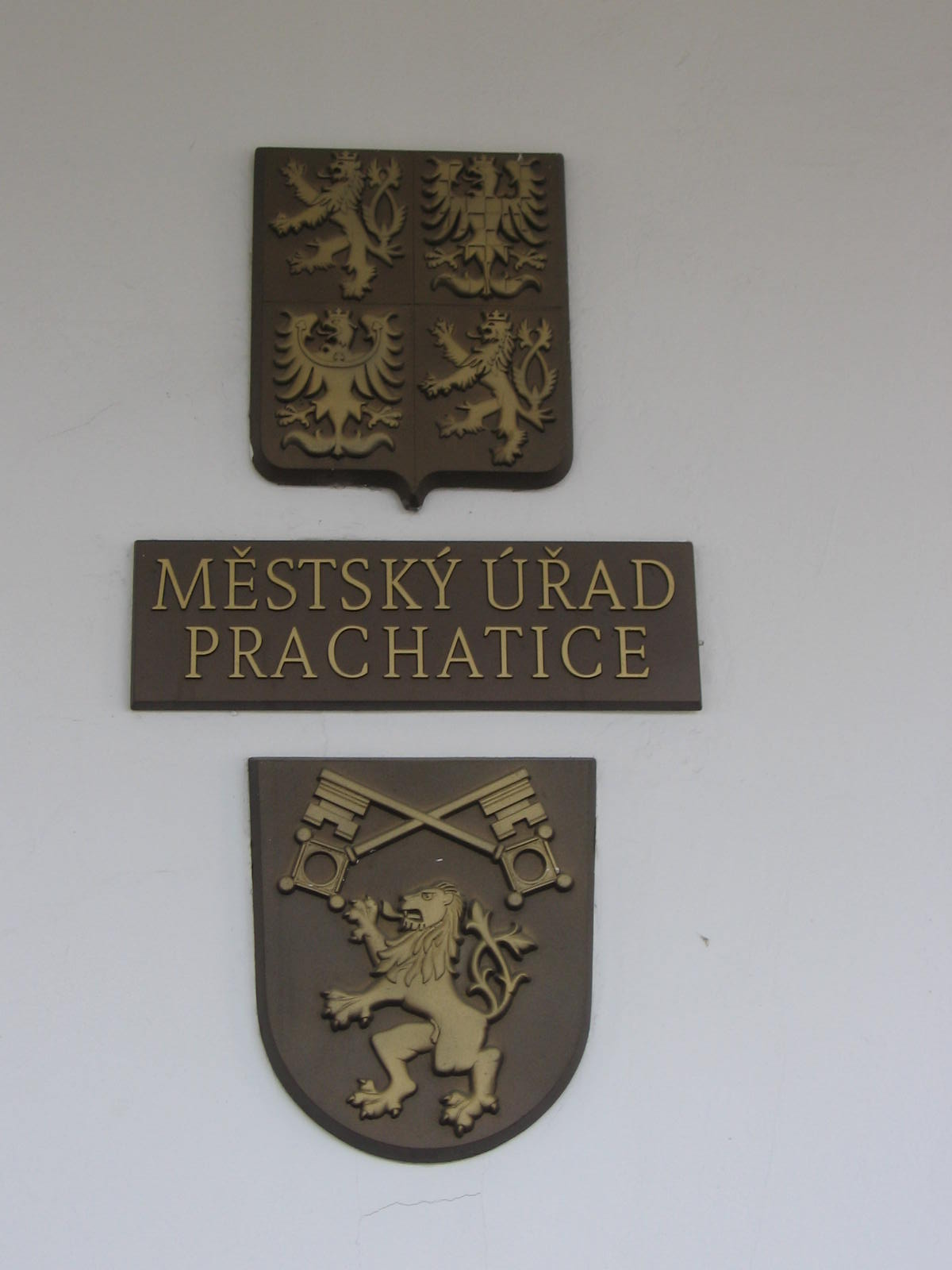
Hradební čp. 435 - detail označení Městský úřad Prachatice a znak města

### Domy na východní straně Hradební ulice

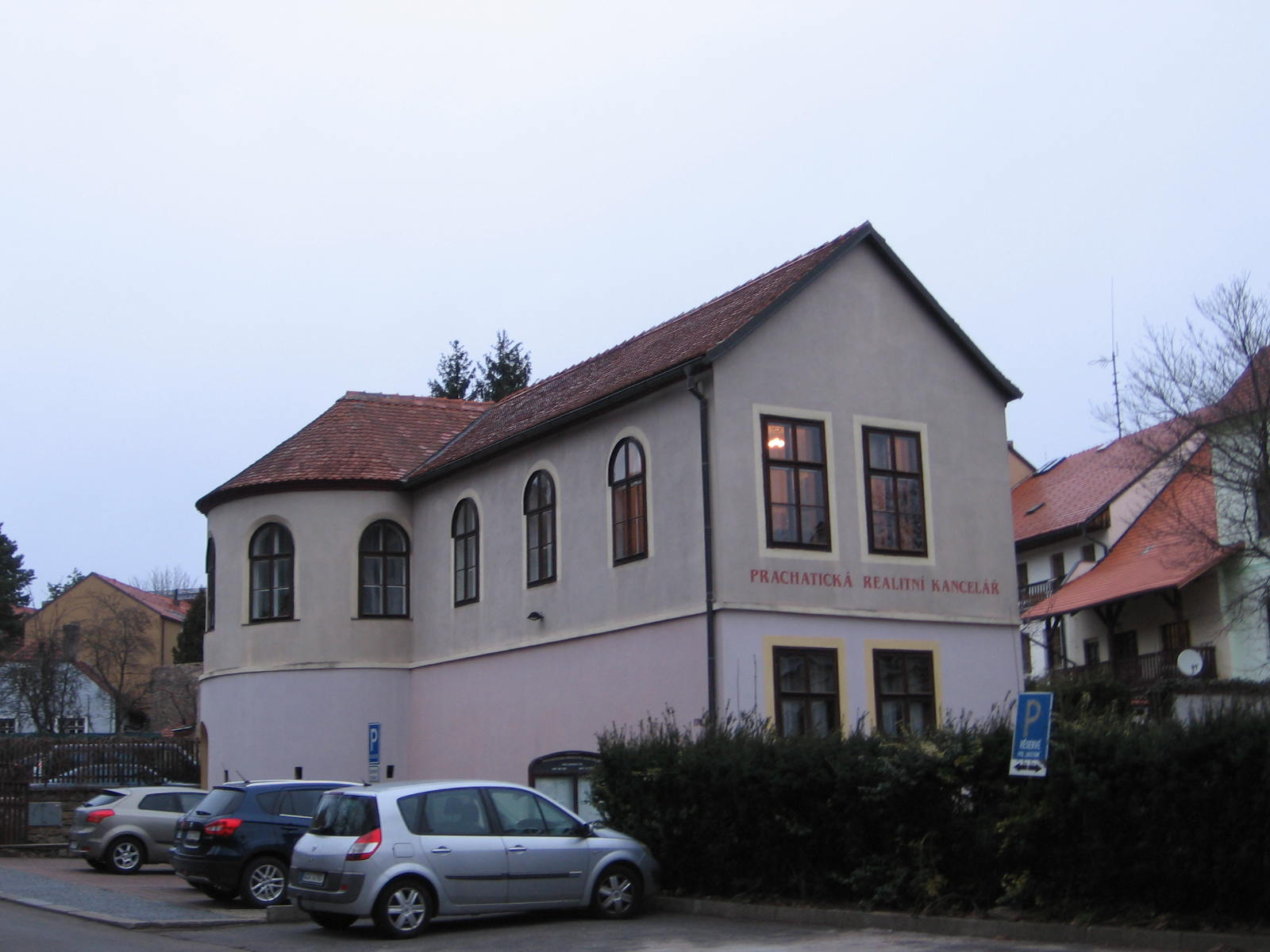
Hradební od Štěpánčina parku
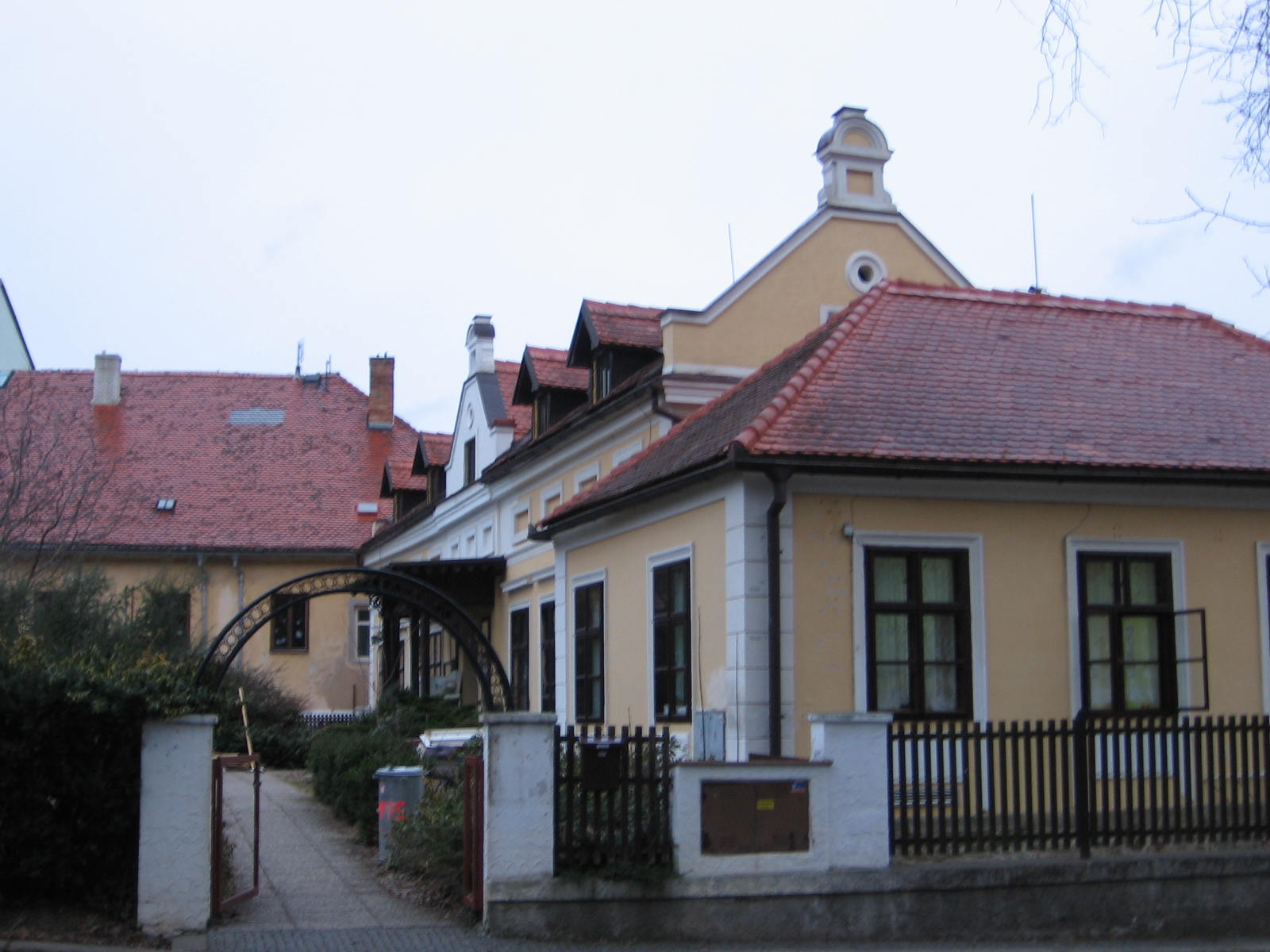
Hradební od Štěpánčina parku
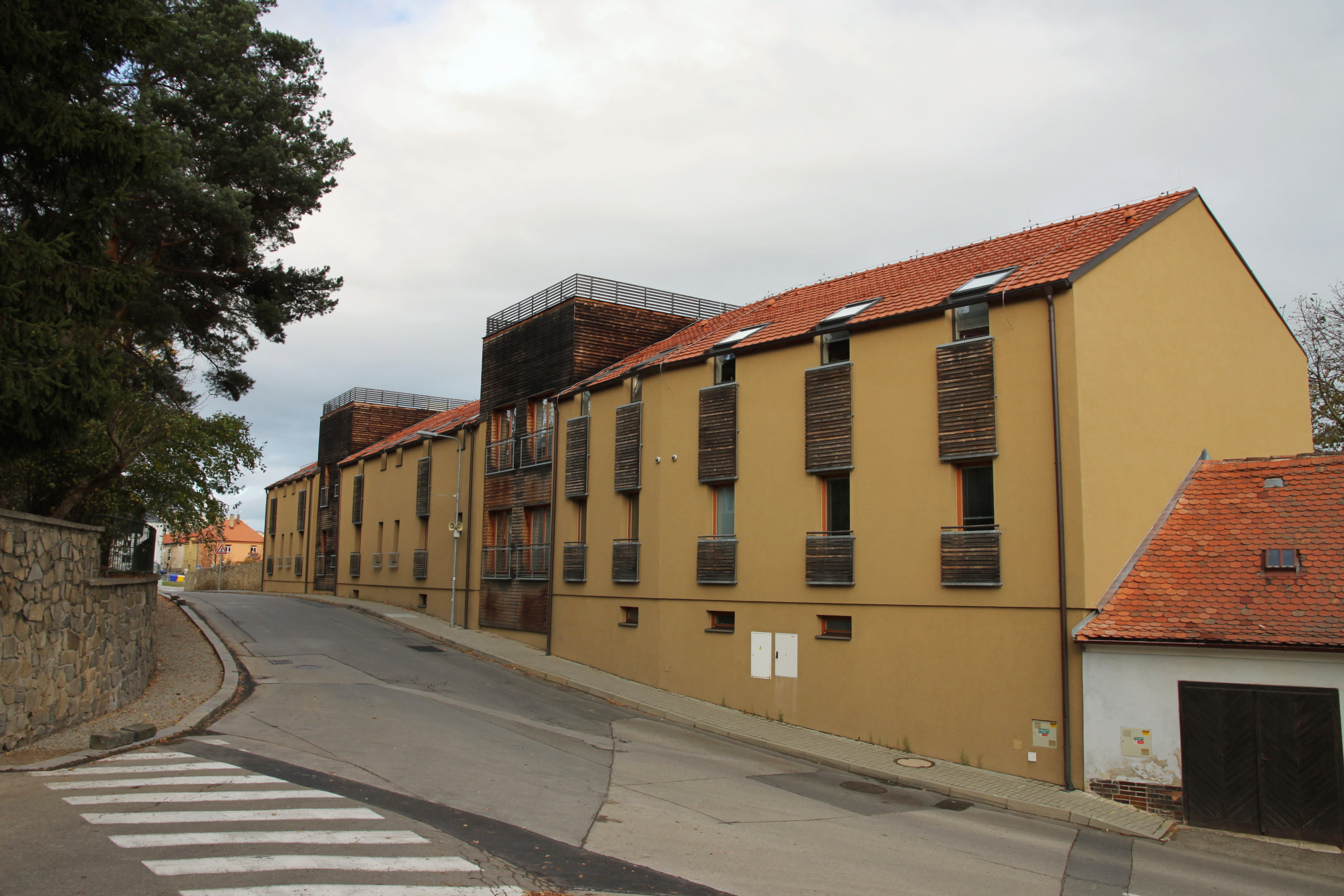
Domov Matky Vojtěchy z Hradební ulice
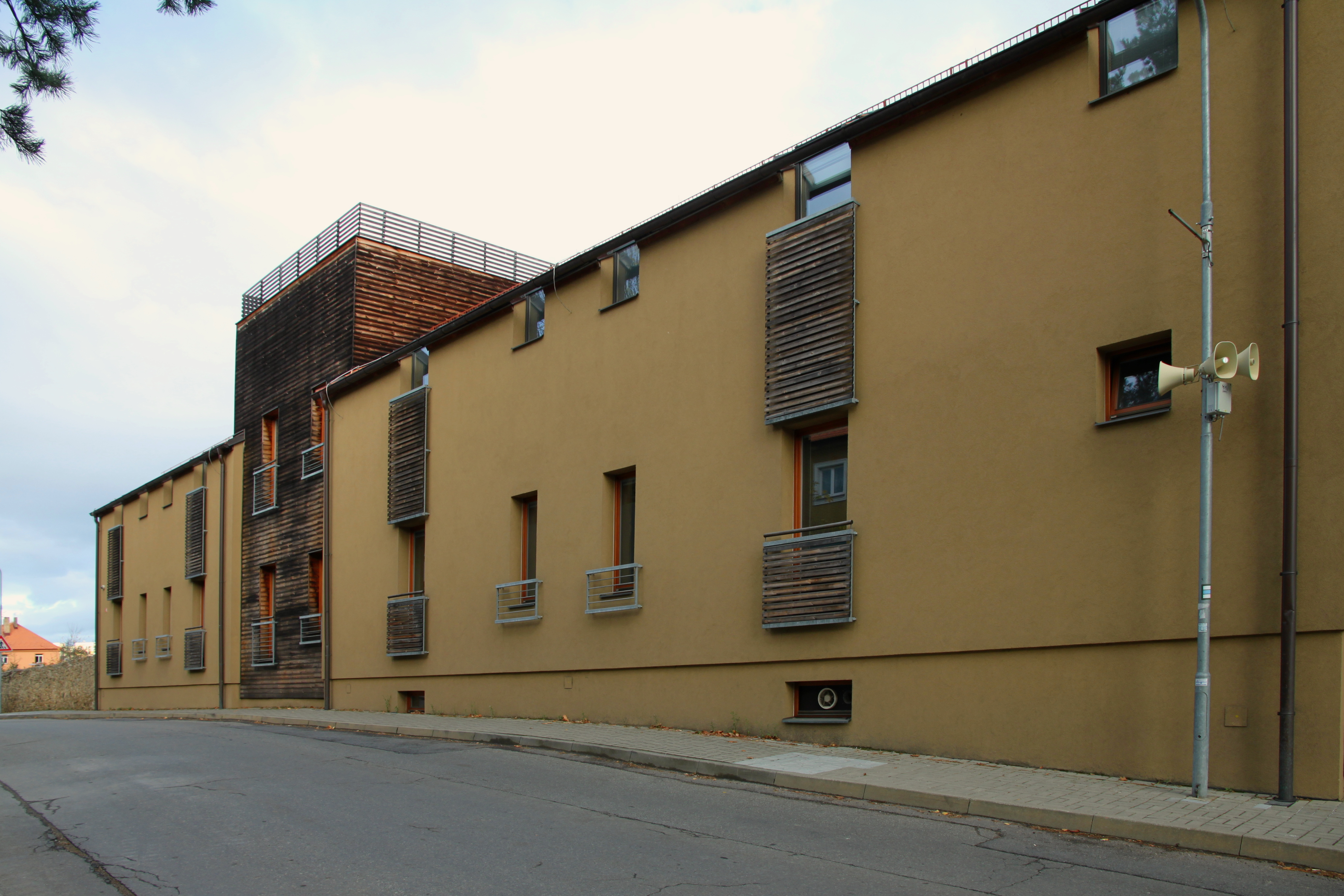
Domov Matky Vojtěchy z Hradební ulice
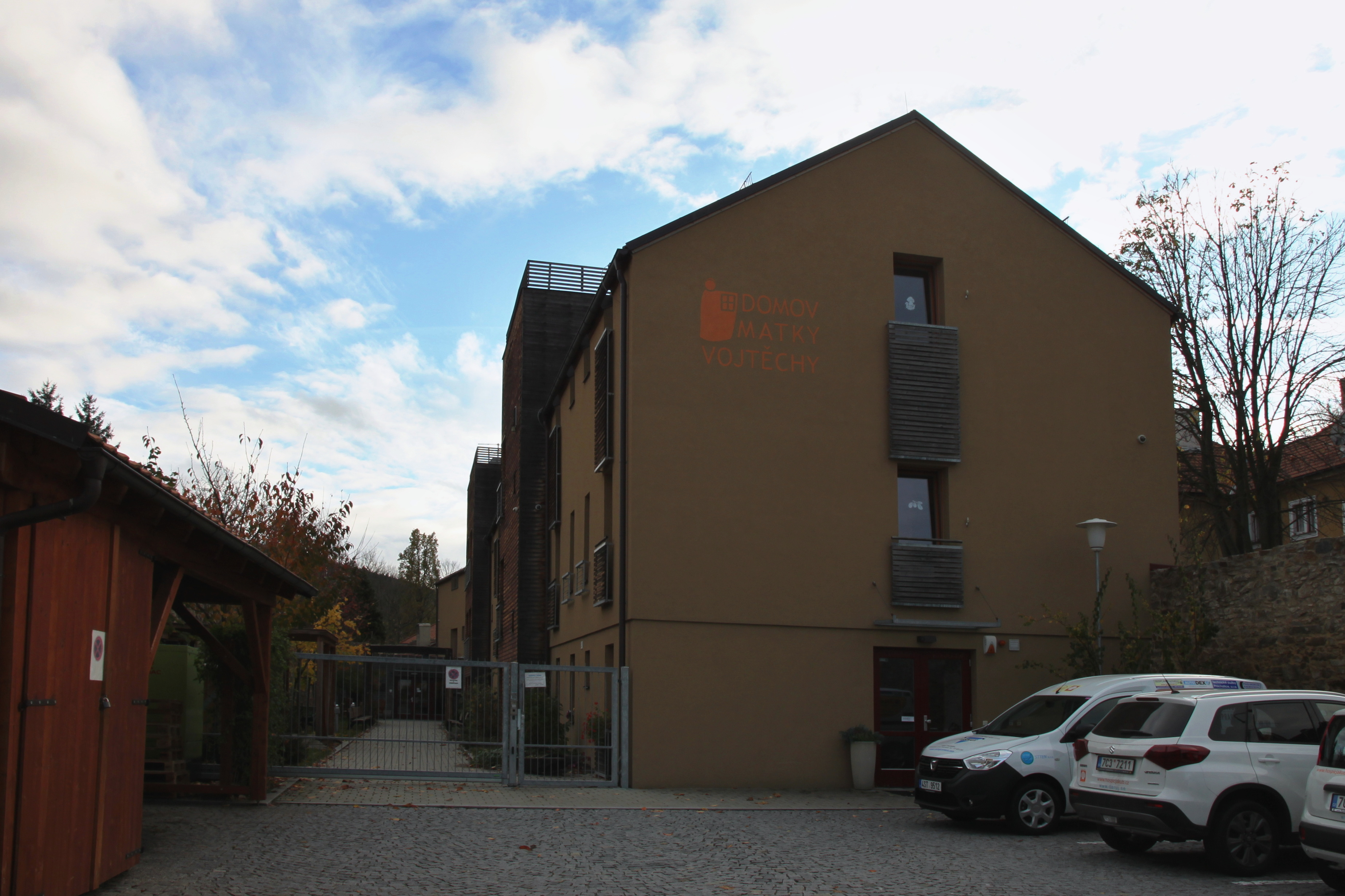
Domov Matky Vojtěchy z parku Neumannea
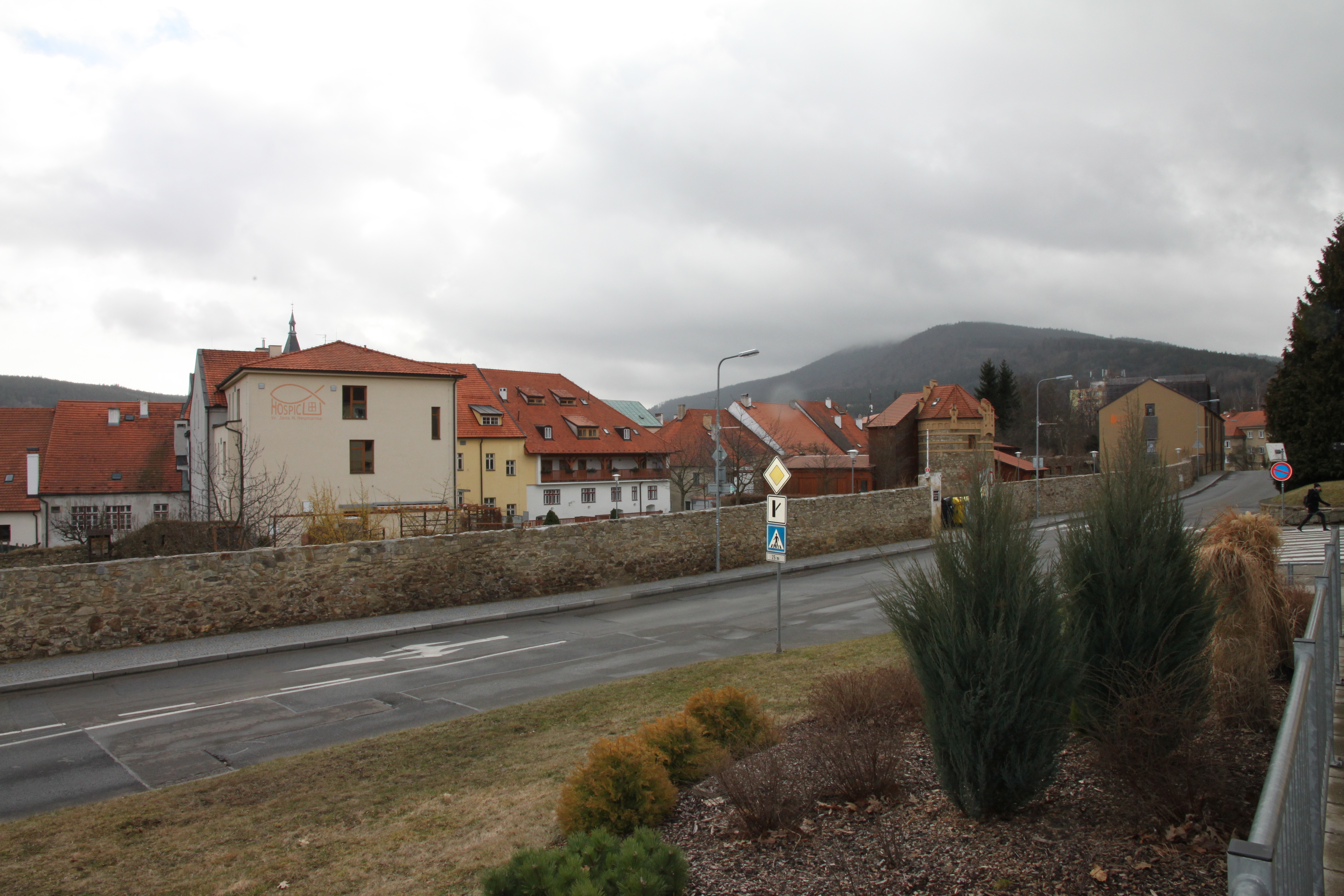
Prachatické hradby od Hradební čp. 435

### Domy na západní straně Hradební ulice

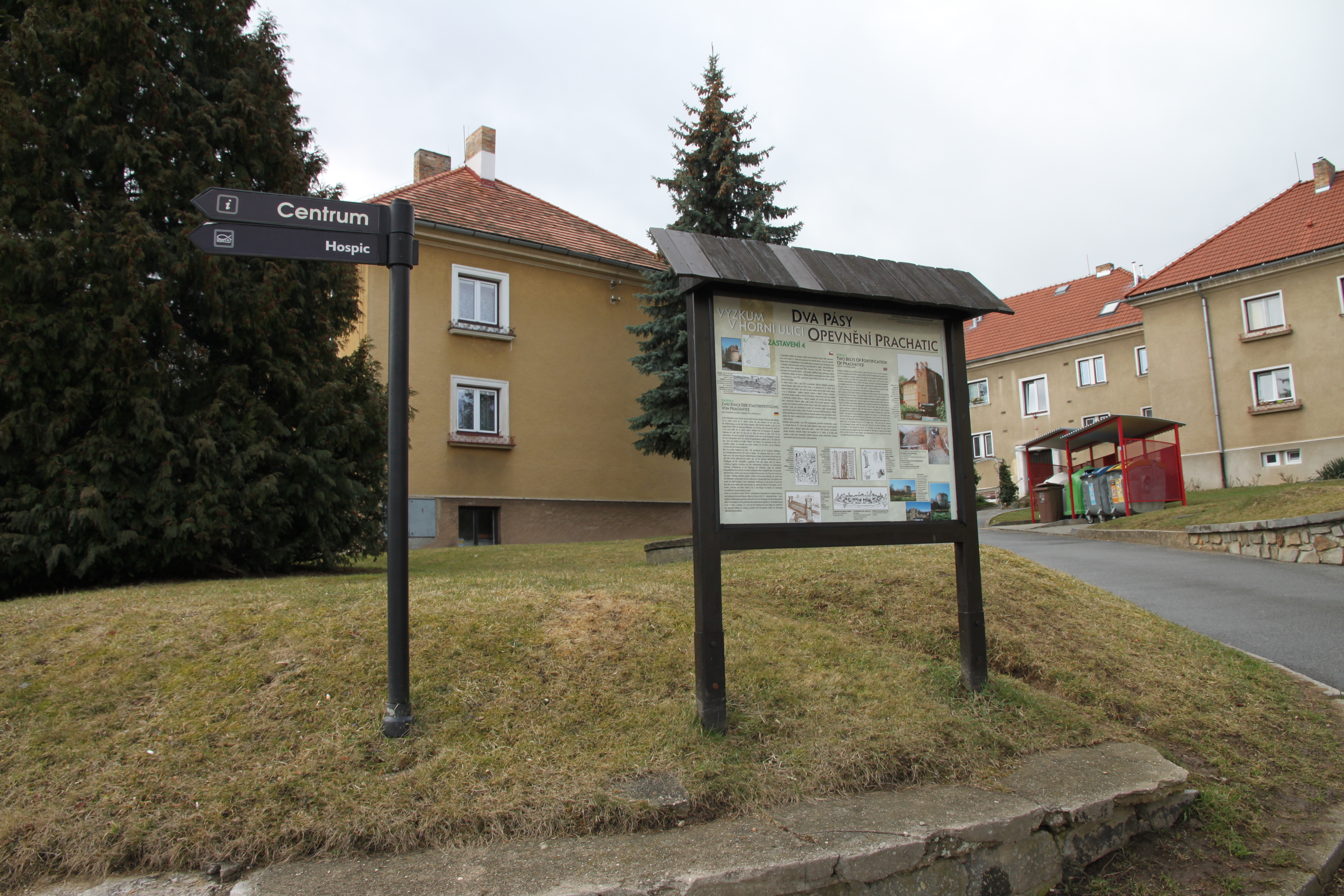
Pohled do Hradební u 4. zastavení naučné stezky
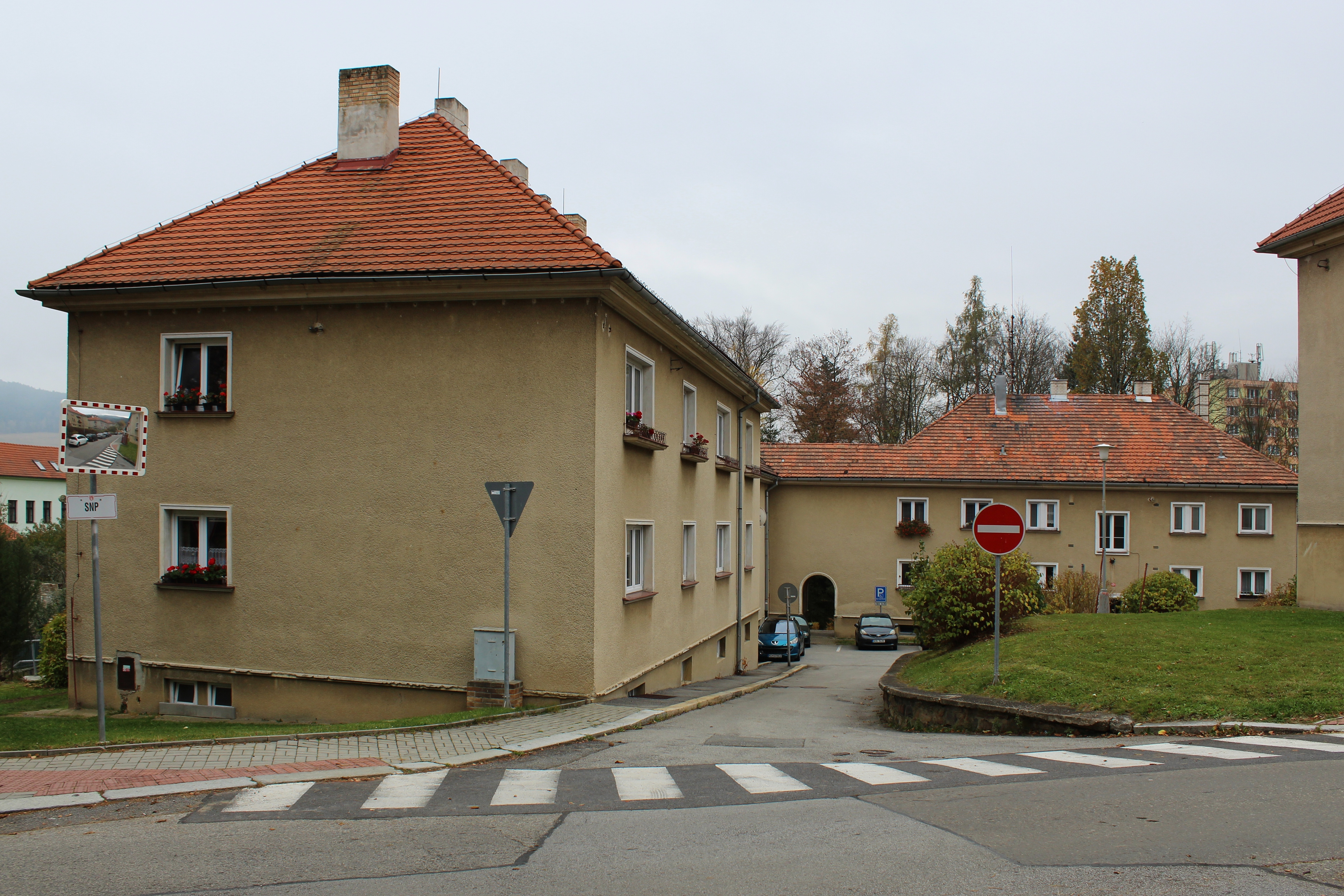
Hradební přes SNP